# Österreichische Euromünzen
Die österreichischen Euromünzen sind die in Österreich ab 1. Jänner 2002 in Umlauf gebrachten Euromünzen der gemeinsamen europäischen Währung Euro. Der Euro ist seit dem 1. Jänner 1999 in Österreich gültig (Beitritt zur Eurozone).

## Umlaufmünzen
Österreichische Euromünzen haben unterschiedliche Designs für jede Münze, wobei es ein gemeinsames Leitmotiv für jede der drei Münzserien gibt. Die (wertmäßig) kleinen Münzen zeigen auf ihrer Kupferoberfläche österreichische Blumen, symbolisch für die Umwelt. Die mittleren messingfarbenen zeigen Beispiele der österreichischen Architektur, über die Epochen verteilt. Die beiden großen zweifärbigen Münzen zeigen berühmte Persönlichkeiten. Alle Motive stammen aus der Hand von Josef Kaiser und zeigen die zwölf Sterne, das Prägejahr und die Flagge Österreichs. Nach den heraldischen Regeln der Tingierung ist deren Farbfolge Rot-Weiß-Rot durch Schraffur dargestellt, allerdings resultiert bei der 50-Cent-Münze wegen der um 90° gedrehten Darstellung daraus die Farbfolge Blau-Weiß-Blau (was der der Flagge El Salvadors entspräche). Auf allen Münzen ist noch einmal der Wert angegeben, wobei das Wort Eurocent als Euro Cent ausgeführt ist.
Alle österreichischen Münzen werden in der Münze Österreich in Wien geprägt, die mit der Herstellung der Euromünzen im November 1998 begann. Allerdings tragen alle Münzen, die in den Jahren 1998–2002 geprägt wurden, die Jahreszahl 2002.
Seit 2018 zeigen die österreichischen 2- und 5-Cent-Münzen eine engere (Rot symbolisierende) Schraffur der Farbflächen der Nationalflagge.
Die acht Motive der österreichischen Euromünzen sind:
- 01 Cent: Enzian
- 02 Cent: Edelweiß
- 05 Cent: Alpenprimel
- 10 Cent: Stephansdom
- 20 Cent: Schloss Belvedere
- 50 Cent: Wiener Secessionsgebäude
- 01 Euro: Wolfgang Amadeus Mozart, nach einem 1819 geschaffenen Gemälde Barbara Kraffts
- 02 Euro: Bertha von Suttner

Die ab 2007 neu gestaltete Vorderseite der Euromünzen (neue Europakarte) wurde in Österreich erst 2008 eingeführt.
| 0,01 €                  | 0,02 €             | 0,05 € |
| ----------------------- | ------------------ | --- |
| 1 Cent Österreich       | 2 Cent Österreich  | 5 Cent Österreich                                                                                               |
| Enzian                  | Edelweiß           | Alpenprimel |
| 0,10 €                  | 0,20 €             | 0,50 € |
| 10 Cent Österreich      | 20 Cent Österreich | 50 Cent Österreich                                                                                              |
| Stephansdom in Wien     | Schloss Belvedere  | Wiener Secessionsgebäude                                                                                        |
| 1,00 €                  | 2,00 €             | Rand der 2-€-Münze                                                                                              |
| 1 Euro Österreich       | 2 Euro Österreich  | |
| Wolfgang Amadeus Mozart | Bertha von Suttner | Viermal 2 EURO ★ ★ ★ (drei Sterne), abwechselnd aufrecht und Text bzw. Sterne jeweils für sich um 180° gedreht. |

Der Österreichische Kleinmünzsatz (abgekürzt KMS, 1 Cent bis 2 Euro, jeweils eines Prägejahrs) wird auch vollständig, in limitierter Auflage und mit höherer Prägequalität (Handgehoben oder Polierte Platte) herausgegeben. Seit 2011 werden die Kursmünzensätze in polierter Platte in einer Verpackung mit einem neuen Design angeboten. Die Folder der Münzen in handgehobener Qualität sind jedes Jahr einem bestimmten Thema gewidmet.
Seit 2012 erscheint jährlich ein Baby-Euro-Münzensatz, der wie der Österreichische Kleinmünzensatz alle Kursmünzen von 1 Cent bis 2 Euro in handgehobener Prägequalität enthält. Die gleichbleibend gestaltete Verpackung zeigt außen stets dasselbe Babygesicht und den Aufdruck des aktuellen Prägejahrs. Innen finden sich ein Begleittext, der sich an in diesem Jahr geborene Kinder richtet sowie Platz für eine Widmung.
Der Österreichische Kleinmünzensatz und der Baby-Euro-Münzensatz haben das gleiche Ausgabedatum. Im Jahr 2014 kam zusätzlich der Jahrgangssatz „43. World Money Fair – Berlin“ mit einer Auflage von 2500 Stück heraus, wird jedoch unten nicht angeführt. Ab dem Jahr 2024 wird kein Kleinmünzensatz in Polierter Platte mehr ausgegeben.
| Jahr | Thema (nur Handgehoben)                                        | Ausgabedatum      | Auflage KMS | Auflage Baby | Ausgabedatum     | Auflage         |
| Jahr | Thema (nur Handgehoben)                                        | Handgehoben       | Handgehoben | Handgehoben  | Polierte Platte  | Polierte Platte |
| ---- | -------------------------------------------------------------- | ----------------- | ----------- | ------------ | ---------------- | --------------- |
| 2002 | Die neuen Euro-Umlaufmünzen                                    | 13. Februar 2002  | 100.000     | –            | 9. Oktober 2002  | 10.000          |
| 2003 | Wolfgang Amadeus Mozart                                        | 9. April 2003     | 125.000     | –            | 8. Oktober 2003  | 25.000          |
| 2004 | Bertha von Suttner                                             | 21. April 2004    | 100.000     | –            | 13. Oktober 2004 | 20.000          |
| 2005 | Österreichischer Staatsvertrag mit 2-Euro-Gedenkmünze          | 11. Mai 2005      | 100.000     | –            | 12. Oktober 2005 | 20.000          |
| 2006 | Stephansdom                                                    | 10. Mai 2006      | 100.000     | –            | 11. Oktober 2006 | 20.000          |
| 2007 | Vertrag von Rom mit 2-Euro-Gedenkmünze                         | 9. Mai 2007       | 075.000     | –            | 10. Oktober 2007 | 20.000          |
| 2008 | Neugestaltung der gemeinsamen Seite der Eurokursmünzen         | 7. Mai 2008       | 050.000     | –            | 8. Oktober 2008  | 15.000          |
| 2009 | 10 Jahre Wirtschafts- und Währungsunion mit 2-Euro-Gedenkmünze | 6. Mai 2009       | 074.000     | –            | 7. Oktober 2009  | 15.000          |
| 2010 | Schloss Belvedere                                              | 16. Juni 2010     | 050.000     | –            | 13. Oktober 2010 | 15.000          |
| 2011 | Edelweiß                                                       | 15. Juni 2011     | 050.000     | –            | 12. Oktober 2011 | 15.000          |
| 2012 | Alpenschlüsselblume mit 2-Euro-Gedenkmünze                     | 2. Jänner 2012    | 045.000     | 5.000        | 24. Oktober 2012 | 10.000          |
| 2013 | Enzian                                                         | 12. Dezember 2012 | 045.000     | 5.000        | 16. Oktober 2013 | 10.000          |
| 2014 | Bertha von Suttner                                             | 4. Dezember 2013  | 045.000     | 5.000        | 8. Oktober 2014  | 10.000          |
| 2015 | Spanische Hofreitschule in Wien                                | 3. Dezember 2014  | 045.000     | 5.000        | 7. Oktober 2015  | 10.000          |
| 2016 | 200 Jahre Österreichische Nationalbank mit 2-Euro-Gedenkmünze  | 24. Februar 2016  | 045.000     | 5.000        | 1. Juni 2016     | 10.000          |
| 2017 | 500 Jahre Friedrichsgrab im Stephansdom                        | 7. Dezember 2016  | 045.000     | 5.000        | 18. Jänner 2017  | 10.000          |
| 2018 | 100 Jahre Republik Österreich mit 2-Euro-Gedenkmünze           | 6. Dezember 2017  | 045.000     | 5.000        | 24. Jänner 2018  | 10.000          |
| 2019 | 825 Jahre Münze Wien                                           | 5. Dezember 2018  | 045.000     | 5.000        | 23. Jänner 2019  | 10.000          |
| 2020 | 1939–1945 Niemals vergessen                                    | 4. Dezember 2019  | 045.000     | 5.000        | 22. Jänner 2020  | 10.000          |
| 2021 | Der erste Wiener Münzmeister                                   | 2. Dezember 2020  | 045.000     | 5.000        | 20. Jänner 2021  | 10.000          |
| 2022 | Erasmus-Programm                                               | 1. Juli 2022      | 045.000     | 5.000        | 1. Juli 2022     | 10.000          |
| 2023 | 150 Jahre Wiener Wasser                                        | 30. November 2022 | 045.000     | 5.000        | 18. Jänner 2023  | 10.000          |
| 2024 | Bad Ischl – Kulturhauptstadt Europas 2024                      | 6. Dezember 2023  | 045.000     | 5.000        | –                | –               |
| 2025 | Hundertwasser                                                  | 4. Dezember 2024  | 045.000     | 5.000        | –                | –               |
| 2026 |                                                                | 3. Dezember 2025  | 045.000     | 5.000        | –                | –               |

### Einklang mit den Gestaltungsrichtlinien
Die österreichischen Euromünzen entsprechen nicht vollständig den 2008 erlassenen Gestaltungsrichtlinien der Europäischen Kommission. In diesen sind Empfehlungen für die Gestaltung der nationalen Seiten der Kursmünzen festgelegt. Unter anderem sollen auf der nationalen Seite der Euro-Umlaufmünzen keine Angaben zum Nennwert der Münze angegeben sein und es soll auch die Bezeichnung der Währung oder ihrer Unterteilung nicht wiederholt werden, sofern die Angabe nicht in einem anderen Alphabet erfolgt. Dies wird von den österreichischen Umlaufmünzen nicht eingehalten. Ebenso stellt die abgebildete Flagge Österreichs keine Landeskennung im Sinne der Leitlinien dar. Die Länder, deren Münzen den Empfehlungen noch nicht entsprechen, können die notwendigen Anpassungen jederzeit vornehmen; bis spätestens zum Ablauf des Übergangszeitraums, 20. Juni 2062, müssen sie diese vollziehen.

### Auflagen
Es folgt eine Auflistung der Auflagen der einzelnen Euromünzen. In diesen Auflagenzahlen sind die Münzen in den Kleinmünzensätzen inkludiert (sowohl handgehoben als auch polierte Platte und ab dem Jahr 2012 auch jeweils 5000 Stück des Baby-Euro-Münzensatzes; im Jahr 2014 auch die 2500 Stück vom Jahrgangssatz „43. World Money Fair – Berlin“).
| Jahr / Wert | €0.01       | €0.02       | €0.05       | €0.10       | €0.20       | €0.50       | €1.00       | €2.00       | €2.00 Sondermünze |
| ----------- | ----------- | ----------- | ----------- | ----------- | ----------- | ----------- | ----------- | ----------- | ----------------- |
| 2002        | 378.510.000 | 326.510.000 | 217.110.000 | 441.710.000 | 203.510.000 | 169.210.000 | 223.610.000 | 196.510.000 | –                 |
| 2003        | 10.950.000  | 118.650.000 | 108.650.000 | 150.000 a   | 51.050.000  | 9.250.000   | 150.000 a   | 4.850.000   | –                 |
| 2004        | 115.120.000 | 156.520.000 | 89.420.000  | 5.320.000   | 54.920.000  | 3.220.000   | 2.720.000   | 2.620.000   | –                 |
| 2005        | 174.820.000 | 163.320.000 | 66.220.000  | 5.320.000   | 4.220.000   | 3.220.000   | 2.720.000   | 0           | 7.000.000         |
| 2006        | 48.420.000  | 39.920.000  | 5.720.000   | 40.120.000  | 8.320.000   | 3.320.000   | 7.820.000   | 2.420.000   | –                 |
| 2007        | 111.995.000 | 72.295.000  | 52.795.000  | 81.395.000  | 45.095.000  | 3.095.000   | 41.195.000  | 0           | 9.000.000         |
| 2008        | 50.965.000  | 125.165.000 | 96.765.000  | 70.265.000  | 45.365.000  | 3.065.000   | 65.565.000  | 2.665.000   | –                 |
| 2009        | 158.989.000 | 120.489.000 | 5.889.000   | 15.989.000  | 49.889.000  | 14.789.000  | 40.389.000  | 0           | 4.999.000         |
| 2010        | 168.565.000 | 104.265.000 | 63.765.000  | 42.865.000  | 4.265.000   | 30.065.000  | 11.265.000  | 17.065.000  | –                 |
| 2011        | 189.665.000 | 148.665.000 | 66.665.000  | 27.665.000  | 21.365.000  | 6.065.000   | 8.065.000   | 27.765.000  | –                 |
| 2012        | 169.360.000 | 78.160.000  | 35.360.000  | 25.060.000  | 10.860.000  | 60.000 a    | 60.000 a    | 21.200.000  | 11.000.000        |
| 2013        | 179.260.000 | 121.560.000 | 36.160.000  | 30.160.000  | 25.260.000  | 60.000 a    | 60.000 a    | 10.160.000  | –                 |
| 2014        | 185.562.500 | 116.162.500 | 48.062.500  | 27.662.500  | 10.562.500  | 62.500 a    | 62.500 a    | 20.162.500  | –                 |
| 2015        | 118.060.000 | 45.460.000  | 61.060.000  | 63.160.000  | 9.060.000   | 60.000 a    | 60.000 a    | 12.360.000  | 2.500.000         |
| 2016        | 60.000 a    | 60.000 a    | 60.000 a    | 12.360.000  | 30.060.000  | 5.060.000   | 5.260.000   | 0           | 16.000.000        |
| 2017        | 37.760.000  | 57.260.000  | 35.260.000  | 39.560.000  | 30.060.000  | 15.060.000  | 8.060.000   | 17.760.000  | –                 |
| 2018        | 138.560.000 | 85.710.000  | 22.660.000  | 30.260.000  | 20.460.000  | 17.160.000  | 5.160.000   | 0           | 18.160.000        |
| 2019        | 130.960.000 | 91.260.000  | 15.060.000  | 15.160.000  | 25.660.000  | 2.860.000   | 2.760.000   | 15.860.000  | –                 |
| 2020        | 85.560.000  | 57.360.000  | 5.660.000   | 12.160.000  | 19.860.000  | 14.960.000  | 4.060.000   | 12.760.000  | –                 |
| 2021        | 73.460.000  | 64.660.000  | 20.260.000  | 12.160.000  | 21.060.000  | 7.460.000   | 5.460.000   | 9.960.000   | –                 |
| 2022        | 38.060.000  | 58.460.000  | 16.760.000  | 15.760.000  | 25.360.000  | 8.460.000   | 7.060.000   | 9.110.000   | 2.650.000         |
| 2023        | 28.465.000  | 36.165.000  | 13.765.000  | 26.565.000  | 38.065.000  | 8.465.000   | 9.065.000   | 38.365.000  | –                 |
| 2024        |             |             |             |             |             |             |             |             | –                 |
| 2025        |             |             |             |             |             |             |             |             | –                 |

### Anzahl der Münzausgaben
Es folgt eine Auflistung der einzelnen Münzausgaben pro Jahr, einmal nach Metall geordnet, einmal nach dem Wert der Münzen geordnet (inklusive der Philharmoniker und 2-Euro-Gedenkmünzen; entscheidend ist das aufgeprägte Jahr, nicht das Ausgabedatum – was vor allem bei Neujahrsmünzen entscheidend ist). Da seit dem Jahr 2011 die 5-Euro-Münzen und seit dem Jahr 2012 auch die 10-Euro-Münzen sowohl in Kupfer als auch in Silber erscheinen, könnte man diese Münzen auch zweimal zählen (je einmal bei Kupfer und einmal bei Silber, bzw. je zweimal bei 5-Euro bzw. 10-Euro). In der folgenden Tabelle werden diese Münzen nur als Silbermünzen gezählt. Wenn man auch die Kupfermünzen mitzählen will, so gelten die Werte in den runden Klammern. Seit 2017 sind 10-Euro-Silbermünzen in polierter Platte farbig, während die handgehobenen 10-Euro-Silbermünzen farblos geblieben sind. Wenn man diese farbigen Münzen dazuzählen will, so gelten die Werte in den eckigen Klammern (zum Beispiel kann man in der 2022-er-Zeile in der ersten Spalte 24 (29) [31] ablesen, was bedeutet, dass in diesem Jahr insgesamt 24 verschiedene Münzen herausgekommen sind. Es sind aber 29 Münzen, wenn man die drei 5-Euro- und die zwei 10-Euro-Kupfermünzen dazuzählt, die auch als Silbermünzen herausgegeben worden sind. Es sind sogar 31 Münzen, wenn man zusätzlich die beiden 10-Euro-Farbmünzen (in polierter Platte) dazuzählt, die in diesem Jahr ausgegeben wurden.):
| Jahr   | Ausgaben        |                                     | Metall            | Metall   | Metall  | Metall     | Metall    |         | Wert  | Wert | Wert  | Wert | Wert           | Wert    | Wert  | Wert   | Wert | Wert   | Wert | Wert |
| Jahr   | Ausgaben        | Gold                                | Silber            | Platin   | Kupfer  | andere     | 100.000 € | 2.000 € | 100 € | 50 € | 25 €  | 20 € | 10 €           | 5 €     | 4 €   | 3 €    | 2 €  | 1,50 € |      |      |
|        |                 | 4, 10, 25, 50, 100, 2000, 100.000 € | 1.50, 5, 10, 20 € | 4, 100 € | 5, 10 € | 2, 3, 25 € | Au        | Au      | Au Pt | Au   | Au Nb | Ag   | Au Ag Cu       | Ag Cu   | Au Pt | CuNi25 | Bi   | Ag     |      |      |
| 2002   | 11              | 6                                   | 5                 | –        | –       | –          | –         | –       | 2     | 2    | 1     | 2    | 3              | 1       | –     | –      | –    | –      |      |      |
| 2003   | 12              | 6                                   | 5                 | –        | –       | 1          | –         | –       | 2     | 2    | 2     | 2    | 3              | 1       | –     | –      | –    | –      |      |      |
| 2004   | 14              | 7                                   | 6                 | –        | –       | 1          | 1         | –       | 2     | 2    | 2     | 2    | 3              | 2       | –     | –      | –    | –      |      |      |
| 2005   | 14              | 6                                   | 6                 | –        | –       | 2          | –         | –       | 2     | 2    | 2     | 2    | 3              | 2       | –     | –      | 1    | –      |      |      |
| 2006   | 13              | 6                                   | 6                 | –        | –       | 1          | –         | –       | 2     | 2    | 2     | 2    | 3              | 2       | –     | –      | –    | –      |      |      |
| 2007   | 14              | 6                                   | 6                 | –        | –       | 2          | –         | –       | 2     | 2    | 2     | 2    | 3              | 2       | –     | –      | 1    | –      |      |      |
| 2008   | 15              | 6                                   | 8                 | –        | –       | 1          | –         | –       | 2     | 2    | 2     | 2    | 3              | 3       | –     | –      | –    | 1      |      |      |
| 2009   | 16              | 7                                   | 7                 | –        | –       | 2          | –         | 1       | 2     | 2    | 2     | 2    | 3              | 2       | –     | –      | 1    | 1      |      |      |
| 2010   | 15              | 6                                   | 8                 | –        | –       | 1          | –         | –       | 2     | 2    | 2     | 2    | 3              | 3       | –     | –      | –    | 1      |      |      |
| 2011   | 16 (17)         | 6                                   | 9                 | –        | 0 (1)   | 1          | –         | –       | 2     | 2    | 2     | 3    | 3              | 3 (4)   | –     | –      | –    | 1      |      |      |
| 2012   | 15 (18)         | 6                                   | 7                 | –        | 0 (3)   | 2          | –         | –       | 2     | 2    | 2     | 3    | 3 (5)          | 1 (2)   | –     | –      | 1    | 1      |      |      |
| 2013   | 15 (19)         | 6                                   | 8                 | –        | 0 (4)   | 1          | –         | –       | 2     | 2    | 2     | 3    | 3 (5)          | 2 (4)   | –     | –      | –    | 1      |      |      |
| 2014   | 16 (20)         | 7                                   | 8                 | –        | 0 (4)   | 1          | –         | –       | 2     | 2    | 2     | 3    | 3 (5)          | 2 (4)   | 1     | –      | –    | 1      |      |      |
| 2015   | 17 (21)         | 7                                   | 8                 | –        | 0 (4)   | 2          | –         | –       | 2     | 2    | 2     | 3    | 3 (5)          | 2 (4)   | 1     | –      | 1    | 1      |      |      |
| 2016   | 19 (23)         | 7                                   | 8                 | 1        | 0 (4)   | 3          | –         | –       | 3     | 2    | 2     | 3    | 3 (5)          | 2 (4)   | 1     | 1      | 1    | 1      |      |      |
| 2017   | 22 (26) [28]    | 7                                   | 8 [10]            | 2        | 0 (4)   | 5          | –         | –       | 3     | 2    | 2     | 3    | 3 (5) [7]      | 2 (4)   | 2     | 4      | –    | 1      |      |      |
| 2018   | 23 (27) [29]    | 7                                   | 8 [10]            | 2        | 0 (4)   | 6          | –         | –       | 3     | 2    | 2     | 3    | 3 (5) [7]      | 2 (4)   | 2     | 4      | 1    | 1      |      |      |
| 2019   | 25 (29) [31]    | 7                                   | 11 [13]           | 2        | 0 (4)   | 5          | –         | –       | 3     | 2    | 2     | 3    | 3 (5) [7]      | 2 (4)   | 2     | 4      | –    | 4      |      |      |
| 2020   | 22 (26) [28]    | 7                                   | 8 [10]            | 2        | 0 (4)   | 5          | –         | –       | 3     | 2    | 2     | 3    | 3 (5) [7]      | 2 (4)   | 2     | 4      | –    | 1      |      |      |
| 2021   | 22 (26) [28]    | 7                                   | 8 [10]            | 2        | 0 (4)   | 5          | –         | –       | 3     | 2    | 2     | 3    | 3 (5) [7]      | 2 (4)   | 2     | 4      | –    | 1      |      |      |
| 2022   | 24 (29) [31]    | 7                                   | 9 [11]            | 2        | 0 (5)   | 6          | –         | –       | 3     | 2    | 2     | 3    | 3 (5) [7]      | 3 (6)   | 2     | 4      | 1    | 1      |      |      |
| 2023   | 22 (26) [28]    | 7                                   | 8 [10]            | 2        | 0 (4)   | 5          | –         | –       | 3     | 2    | 2     | 3    | 3 (5) [7]      | 2 (4)   | 2     | 4      | –    | 1      |      |      |
| 2024   | 23 (28) [30]    | 7                                   | 9 [11]            | 2        | 0 (5)   | 5          | –         | –       | 3     | 2    | 2     | 3    | 3 (5) [7]      | 3 (6)   | 2     | 4      | –    | 1      |      |      |
| 2025   | 22 (26) [28]    | 7                                   | 8 [10]            | 2        | 0 (4)   | 5          | –         | –       | 3     | 2    | 2     | 3    | 3 (5) [7]      | 2 (4)   | 2     | 4      | –    | 1      |      |      |
| 2026   | 1 (2)           | –                                   | 1                 | –        | 0 (1)   | –          | –         | –       | –     | –    | –     | –    | –              | 1 (2)   | –     | –      | –    | –      |      |      |
| Gesamt | 428 (487) [505] | 158                                 | 183 [201]         | 19       | 0 (59)  | 68         | 1         | 1       | 58    | 48   | 47    | 63   | 72 (100) [118] | 51 (82) | 21    | 37     | 8    | 21     |      |      |

## 2-Euro-Gedenkmünzen

Vorderseite aller 2-Euro-Münzen bis 2006, Entwurf Luc Luycx

Vorderseite aller 2-Euro-Münzen ab 2007, Entwurf Luc Luycx

Österreich hat bisher folgende 2-Euro-Gedenkmünzen herausgegeben:
| Abbildung | Thema der 2-Euro-Münze | Ausgabedatum                                                 | Entwurf                            | Auflage         | Auflage | Auflage | Auflage      |
| Abbildung | Thema der 2-Euro-Münze | Ausgabedatum                                                 | Entwurf                            | Normal- prägung | KMS hgh | KMS PP  | Numis- brief |
| --- | --- | ------------------------------------------------------------ | ---------------------------------- | --------------- | ------- | ------- | ------------ |
| Material: Ring außen: 75 % Kupfer, 25 % Nickel (Kupfer-Nickel-Gusslegierung CuNi25); Kern innen: Nickel-Messing Durchmesser: 25,75 mm – Dicke: 2,20 g – Masse: 8,50 g Rand: feine Riffelung mit Schriftprägung (252 Riffel) | |                                                              |                                    |                 |         |         |              |
| Staatsvertrag | 50 Jahre Staatsvertrag Bildseite: Reproduktion der Unterschriften und Siegel auf der letzten Seite des Österreichischen Staatsvertrages | 11. Mai 2005 (hgh); 12. Oktober 2005 (PP)                    | Helmut Andexlinger                 | 6.878.000       | 100.000 | 20.000  | 2.000        |
| Vertrag von Rom | * 50. Jahrestag der Unterzeichnung des Vertrags von Rom Bildseite: das Vertragswerk und im Hintergrund Michelangelos sternenförmiges Bodenmosaik vom Kapitolsplatz in Rom, dem Unterzeichnungsort der Verträge                                                                          | 26. März 2007; 9. Mai 2007 (hgh); 10. Oktober 2007 (PP)      | Helmut Andexlinger                 | 8.905.000       | 75.000  | 20.000  | 0.000        |
| WWU | * 10 Jahre Europäische Wirtschafts- und Währungsunion (WWU) Bildseite: stilisierte menschliche Figur, deren linker Arm durch das Euro-Symbol verlängert wird | 1. Jänner 2009; 6. Mai 2009 (hgh); 7. Oktober 2009 (PP)      | Georgios Stamatopoulos             | 4.910.000       | 74.000  | 15.000  | 0.000        |
| Einführung Euro | * Zehnter Jahrestag der Einführung des Euro Bildseite: um das Euro-Zeichen herum angeordneten Merkmale: Finanzwelt (EZB-Turm), den Handel (Schiffe), die Industrie (Fabriken), den Energiesektor und für Forschung und Entwicklung (Windräder)                                          | 2. Jänner 2012 (normal, hgh); 24. Oktober 2012 (PP)          | Helmut Andexlinger                 | 10.940.000      | 50.000  | 10.000  | 0.000        |
| Europaflagge | * Dreißigjähriges Bestehen der EU-Flagge Euro-19-GemeinschaftsausgabeBildseite: Zwölf „Männchen“, stehend einen Dreiviertelkreis bildend | 30. Oktober 2015                                             | Georgios Stamatopoulos             | 2.500.000       | 0       | 0       | 0.000        |
| Nationalbank | 200. Jahrestag der Gründung der Oesterreichischen Nationalbank Bildseite: Hauptfassade des Sitzes der OeNB, davor Götterbote Merkur und Glücks- und Schicksalsgöttin Fortuna mit Füllhorn                                                                                               | 18. Jänner 2016; 24. Februar 2016 (hgh); 1. Juni 2016 (PP)   | Herbert Wähner                     | 15.940.000      | 50.000  | 10.000  | 0.000        |
| Republik Österreich | 100 Jahre Republik Österreich Bildseite: Kopf der Pallas Athene-Statue vor der Parlamentsgebäude in Wien | 6. Dezember 2017 (hgh); 2. Jänner 2018; 24. Jänner 2018 (PP) | Helmut Andexlinger, Herbert Wähner | 12.600.000      | 50.000  | 10.000  | 0.000        |
| | * 35 Jahre Erasmus-Programm Bildseite: Interpretation eines Gemäldes von Hans Holbein dem Jüngeren: „Bildnis des schreibenden Erasmus von Rotterdam“ (1523); im Hintergrund ein Netzwerk, den geistig-kulturellen Austausch zwischen Studierenden verschiedener Nationen symbolisierend | 1. Juli 2022 (hgh); 1. Juli 2022 (PP)                        | Joaquin Jimenez, Monnaie de Paris  | 2.540.000       | 50.000  | 10.000  | 0.000        |

normal … normale Prägequalität
hgh … Prägequalität Handgehoben
PP … Prägequalität Polierte Platte
Asterisk (*) … Gemeinschaftsausgaben aller Länder der Eurozone

## Wiener Philharmoniker
1989 begann die Münze Österreich mit der Prägung der Anlagemünze Wiener Philharmoniker. Anfangs in Schilling und seit 2002 in Euro. Es gibt eine Silberversion mit einem Nennwert von 1,50 Euro und seit dem Jahr 2014 fünf Stückelungen in Gold mit Nennwerten von 4 bis 100 Euro. 2004 wurde anlässlich des 15-jährigen Bestehens der Wiener Gold-Philharmoniker einmalig eine 1000-Unzen-Version mit einem Nennwert von 100.000 Euro und einer Auflage von 15 Stück geprägt. 2009 wurden zum zwanzigsten Jubiläum 20-Unzen-Goldmünzen ausgegeben mit einem Nennwert von 2000 Euro und einer Auflage von 6027 Stück (dreimal 2009, je 2009 wurden nach Europa, nach Amerika und nach Asien (Japan) verkauft). Im Jahr 2016 begann die Münze Österreich mit der Prägung einer Platinversion des Wiener Philharmonikers mit einem Nennwert von 100 Euro. Ab 2017 gibt es auch eine Platinmünze mit einem Nennwert von 4 Euro.
| Abbildung | Abbildung | Anlass bzw. Name der Münze                                                      | Ausgabe- datum                | Entwurf der Wert- und Bildseite | Geprägte Auflage |
| Wertseite | Bildseite | Anlass bzw. Name der Münze                                                      | Ausgabe- datum                | Entwurf der Wert- und Bildseite | Geprägte Auflage |
| --- | --------- | ------------------------------------------------------------------------------- | ----------------------------- | ------------------------------- | ---------------- |
| Material: 99,9 % Silber, 0,1 % Kupfer – Münzdurchmesser: 37 mm – Raugewicht: 31,1032 g – Feingewicht 31,1032 g Rand: glatt                     |           |                                                                                 |                               |                                 |                  |
| |           | 1,50 Euro Silber-Philharmoniker, 1 Unze                                         | seit 1. Februar 2008 jährlich | Thomas Pesendorfer              | Auflagenzahlen   |
| Material: 99,95 % Platin – Münzdurchmesser: 13 mm – Raugewicht: 1,24 g – Feingewicht 1,24 g Rand: gerippt                                      |           |                                                                                 |                               |                                 |                  |
| |           | 4 Euro Platin-Philharmoniker, 1⁄25 Unze                                         | seit 1. Juni 2017 jährlich    | Thomas Pesendorfer              | Auflagenzahlen   |
| Material: 99,95 % Platin – Münzdurchmesser: 37 mm – Raugewicht: 31,1191 g – Feingewicht 31,1191 g Rand: gerippt                                |           |                                                                                 |                               |                                 |                  |
| |           | 100 Euro Platin-Philharmoniker, 1 Unze                                          | seit 9. März 2016 jährlich    | Thomas Pesendorfer              | Auflagenzahlen   |
| Material: 99,99 % Gold, 0,01 % Kupfer – Münzdurchmesser: 13 mm – Raugewicht: 1,24 g – Feingewicht 1,24 g Rand: gerippt                         |           |                                                                                 |                               |                                 |                  |
| |           | 4 Euro Gold-Philharmoniker, 1⁄25 Unze                                           | seit 2. Jänner 2014 jährlich  | Thomas Pesendorfer              | Auflagenzahlen   |
| Material: 99,99 % Gold, 0,01 % Kupfer – Münzdurchmesser: 16 mm – Raugewicht: 3,11 g – Feingewicht 3,11 g Rand: gerippt                         |           |                                                                                 |                               |                                 |                  |
| |           | 10 Euro Gold-Philharmoniker, 1⁄10 Unze                                          | seit 2002 jährlich            | Thomas Pesendorfer              | Auflagenzahlen   |
| Material: 99,99 % Gold, 0,01 % Kupfer – Münzdurchmesser: 22 mm – Raugewicht: 7,776 g – Feingewicht 7,776 g Rand: gerippt                       |           |                                                                                 |                               |                                 |                  |
| |           | 25 Euro Gold-Philharmoniker, 1⁄4 Unze                                           | seit 2002 jährlich            | Thomas Pesendorfer              | Auflagenzahlen   |
| Material: 99,99 % Gold, 0,01 % Kupfer – Münzdurchmesser: 28 mm – Raugewicht: 15,552 g – Feingewicht 15,552 g Rand: gerippt                     |           |                                                                                 |                               |                                 |                  |
| |           | 50 Euro Gold-Philharmoniker, 1⁄2 Unze                                           | seit 2002 jährlich            | Thomas Pesendorfer              | Auflagenzahlen   |
| Material: 99,99 % Gold, 0,01 % Kupfer – Münzdurchmesser: 37 mm – Raugewicht: 31,103 g – Feingewicht 31,103 g Rand: gerippt                     |           |                                                                                 |                               |                                 |                  |
| |           | 100 Euro Gold-Philharmoniker, 1 Unze                                            | seit 2002 jährlich            | Thomas Pesendorfer              | Auflagenzahlen   |
| Material: 99,99 % Gold, 0,01 % Kupfer – Münzdurchmesser: 74 mm – Raugewicht: 622,07 g – Feingewicht 622,07 g Randdicke: 8,3 mm Rand: gerippt   |           |                                                                                 |                               |                                 |                  |
| |           | 2000 Euro Gold-Philharmoniker, 20 Unzen                                         | 16. Oktober 2009              | Thomas Pesendorfer              | 6.027            |
| Material: 99,99 % Gold, 0,01 % Kupfer – Münzdurchmesser: 370 mm – Raugewicht: 31103,5 g – Feingewicht 31103,5 g Randdicke: 20 mm Rand: gerippt |           |                                                                                 |                               |                                 |                  |
| |           | 100000 Euro Gold-Philharmoniker, 1000 Unzen, bekannt unter dem Namen „Big Phil“ | 11. Oktober 2004              | Thomas Pesendorfer              | 15               |

## Sammlermünzen

### 1,50 Euro
Neben dem schon weiter oben erwähnten jährlich ausgegebenen silbernen 1,50-Euro-Philharmoniker gibt die Münze Österreich im Jahr 2019 im Zuge des Jubiläums „825 Jahre Münze Österreich“ drei 1,50-Euro-Münzen heraus:
| Abbildung | Abbildung | Thema der 1,50-Euro-Münze | Ausgabedatum     | Entwurf                            | Auflage       | Auflage     |
| Wertseite | Bildseite | Thema der 1,50-Euro-Münze | Ausgabedatum     | Entwurf                            | Normalprägung | Handgehoben |
| --- | --------- | --- | ---------------- | ---------------------------------- | ------------- | ----------- |
| Material: 99,9 % Silber, 0,1 % Kupfer – Münzdurchmesser: 37 mm – Raugewicht: 31,103 g – Feingewicht 31,103 g Rand: glatt |           | |                  |                                    |               |             |
| Reihe: „825 Jahre Münze Wien“                                                                                            |           | |                  |                                    |               |             |
| |           | Leopold V. Wertseite: Reitersiegel Leopolds V.: zu Pferde, mit Wappenschild und Fahne, Bildseite: Brustbild von Leopolds V. mit Schwert             | 23. Jänner 2019  | Helmut Andexlinger, Herbert Wähner | 100.000       | 0           |
| |           | Wiener Neustadt Wertseite: Reitersiegel Leopolds V.: zu Pferde, mit Wappenschild und Fahne, Bildseite: alte Ansicht von Wiener Neustadt             | 13. März 2019    |                                    | 100.000       | 0           |
| |           | Robin Hood Wertseite: Reitersiegel Leopolds V.: zu Pferde, mit Wappenschild und Fahne, Bildseite: Robin Hood, einen Bogen mit zwei Pfeilen spannend | 16. Oktober 2019 |                                    | 100.000       | 0           |

### 3 Euro
| Abbildung                                                                                          | Thema der 3-Euro-Münze                                    | Ausgabedatum       | Entwurf                             | Auflage       | Auflage     |
| Abbildung                                                                                          | Thema der 3-Euro-Münze                                    | Ausgabedatum       | Entwurf                             | Normalprägung | Handgehoben |
| -------------------------------------------------------------------------------------------------- | --------------------------------------------------------- | ------------------ | ----------------------------------- | ------------- | ----------- |

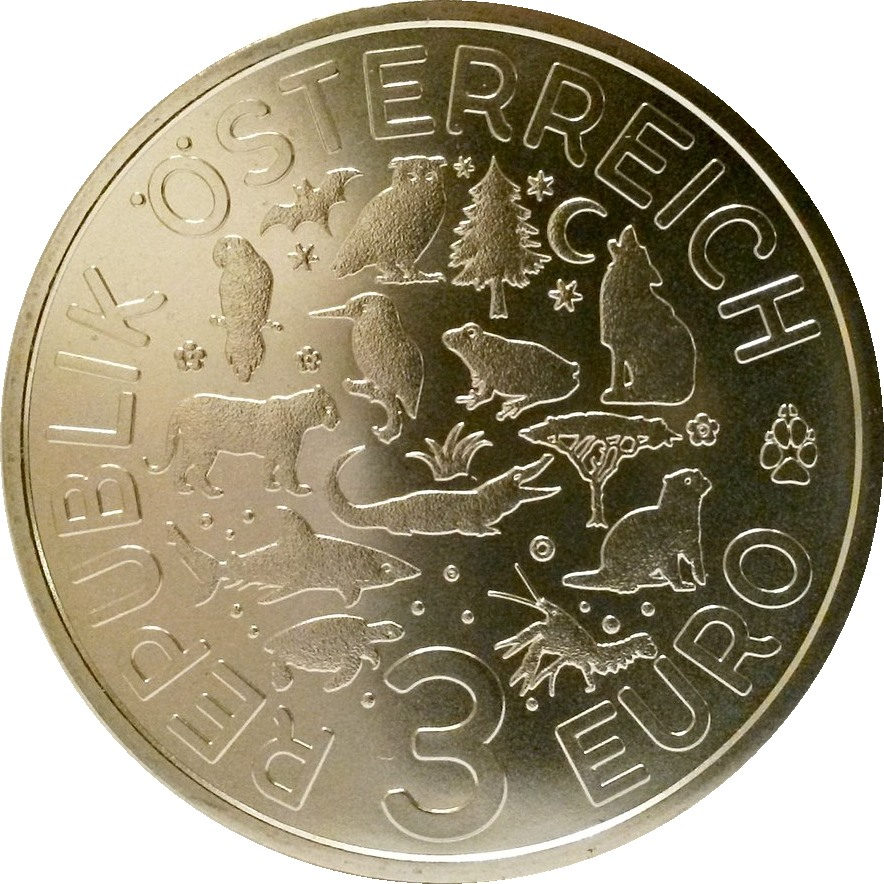
Wertseite aller 3-Euro-Münzen der Reihe: „Die bunte Welt der Tiere“ Entwurf Helmut Andexlinger

| Material: Kupfer-Nickel-Gusslegierung CuNi25 Münzdurchmesser: 34 mm – Raugewicht: 16 g Rand: glatt |                                                           |                    |                                     |               |             |
| Reihe: „Die bunte Welt der Tiere“                                                                  |                                                           |                    |                                     |               |             |
| Fledermaus Bildseite                                                                               | Die Fledermaus                                            | 5. Oktober 2016    | Helmut Andexlinger                  | 0             | 50.000      |
| Tiger Bildseite                                                                                    | Der Tiger                                                 | 22. Februar 2017   | Anna Rastl                          | 0             | 50.000      |
| Krokodil Bildseite                                                                                 | Das Krokodil                                              | 7. Juni 2017       | Anna Rastl                          | 0             | 50.000      |
| Eisvogel Bildseite                                                                                 | Der Eisvogel                                              | 6. September 2017  | Anna Rastl                          | 0             | 50.000      |
| Wolf Bildseite                                                                                     | Der Wolf                                                  | 22. November 2017  | Anna Rastl                          | 0             | 50.000      |
| Papagei Bildseite                                                                                  | Der Papagei                                               | 7. März 2018       | Anna Rastl                          | 0             | 50.000      |
| Hai Bildseite                                                                                      | Der Hai                                                   | 6. Juni 2018       | Anna Rastl                          | 0             | 50.000      |
| Eule Bildseite                                                                                     | Die Eule                                                  | 5. September 2018  | Anna Rastl                          | 0             | 50.000      |
| Frosch Bildseite                                                                                   | Der Frosch                                                | 7. November 2018   | Helmut Andexlinger, Anna Rastl      | 0             | 50.000      |
| Schildkröte Bildseite                                                                              | Die Schildkröte                                           | 13. Februar 2019   | Helmut Andexlinger, Anna Rastl      | 0             | 50.000      |
| Fischotter Bildseite                                                                               | Der Fischotter                                            | 12. Juni 2019      | Helmut Andexlinger, Anna Rastl      | 0             | 50.000      |
| Flusskrebs Bildseite                                                                               | Der Flusskrebs                                            | 11. September 2019 | Helmut Andexlinger, Anna Rastl      | 0             | 50.000      |
| Reihe: „Zeitalter der Super Saurier – Saurier der Superlative“                                     |                                                           |                    |                                     |               |             |
| | Spinosaurus aegyptiacus – Der größte Fleischfresser       | 6. November 2019   | Helmut Andexlinger, Anna Rastl      | 0             | 65.000      |
| | Mosasaurus hoffmanni – Der größte Meeressaurier           | 12. Februar 2020   | Helmut Andexlinger, Anna Rastl      | 0             | 65.000      |
| | Arambourgiania philadelphiae – Der größte Flugsaurier     | 10. Juni 2020      | Helmut Andexlinger, Kathrin Kuntner | 0             | 65.000      |
| | Ankylosaurus magniventris – Der „härteste“ Saurier        | 9. September 2020  | Helmut Andexlinger, Kathrin Kuntner | 0             | 65.000      |
| | Tyrannosaurus rex – Die längsten Zähne                    | 4. November 2020   | Helmut Andexlinger, Kathrin Kuntner | 0             | 65.000      |
| | Therizinosaurus cheloniformis – Die längsten Krallen      | 17. Februar 2021   | Helmut Andexlinger, Kathrin Kuntner | 0             | 65.000      |
| | Deinonychus antirrhopus – Der Cleverste                   | 16. Juni 2021      | Helmut Andexlinger, Kathrin Kuntner | 0             | 65.000      |
| | Styracosaurus albertensis – Das längste Horn              | 15. September 2021 | Helmut Andexlinger, Kathrin Kuntner | 0             | 65.000      |
| | Argentinosaurus huinculensis – Der größte Pflanzenfresser | 10. November 2021  | Helmut Andexlinger, Kathrin Kuntner | 0             | 65.000      |
| | Microraptor gui – Der kleinste Saurier                    | 16. Februar 2022   | Helmut Andexlinger, Kathrin Kuntner | 0             | 65.000      |
| | Pachycephalosaurus wyomingensis – Der dickste Schädel     | 15. Juni 2022      | Kathrin Kuntner                     | 0             | 65.000      |
| | Ornithomimus velox – Der schnellste Saurier               | 14. September 2022 | Kathrin Kuntner                     | 0             | 65.000      |
| Reihe: „Leuchtende Meereswelten“                                                                   |                                                           |                    |                                     |               |             |
| | Blaugeringelter Krake                                     | 9. November 2022   | Kathrin Kuntner                     | 0             | 65.000      |
| | Schwellhai                                                | 15. Februar 2023   | Kathrin Kuntner                     | 0             | 65.000      |
| | Leuchtgarnele                                             | 7. Juni 2023       | Kathrin Kuntner, Rebecca Wilding    | 0             | 65.000      |
| | Tiefsee-Anglerfisch                                       | 13. September 2023 | Kathrin Kuntner, Rebecca Wilding    | 0             | 65.000      |
| | Steinkoralle                                              | 8. November 2023   | Kathrin Kuntner, Rebecca Wilding    | 0             | 65.000      |
| | Leuchtqualle                                              | 6. März 2024       | Kathrin Kuntner, Rebecca Wilding    | 0             | 65.000      |
| | Blauer Doktorfisch                                        | 5. Juni 2024       | Kathrin Kuntner, Rebecca Wilding    | 0             | 65.000      |
| | Zwergtintenfisch                                          | 11. September 2024 | Rebecca Wilding, Kathrin Kuntner    | 0             | 65.000      |
| | Jamaika-Stechrochen                                       | 16. Oktober 2024   | Kathrin Kuntner, Rebecca Wilding    | 0             | 65.000      |
| | Leuchtkalmar                                              | 19. Februar 2025   | Herbert Wähner, Kathrin Kuntner     | 0             | 65.000      |
| | Nacktkiemerschnecke                                       | 11. Juni 2025      | Kathrin Kuntner, Rebecca Wilding    | 0             | 65.000      |
| | Buckel-Drachenkopf                                        | 10. September 2025 |                                     | 0             | 65.000      |
| Reihe: „Magische Fabelwesen, Mythische Kreaturen“                                                  |                                                           |                    |                                     |               |             |
| | Der Troll                                                 | 5. November 2025   |                                     | 0             | 65.000      |

Bei den Reihen „Die bunte Welt der Tiere“ und „Zeitalter der Super Saurier – Saurier der Superlative“ leuchten die abgebildeten Tiere im Dunkeln nach. Die Reihe „Leuchtende Meereswelten“ leuchtet bei UV-Beleuchtung in anderen Farben. Dazu wird je ein Sammelalbum ausgegeben, in das alle geplanten 12 Ausgaben eingesteckt werden können.

### 5 Euro
| Abbildung | Thema der 5-Euro-Münze | Ausgabedatum                                                            | Entwurf                                              | Auflage       | Auflage                |
| Abbildung | Thema der 5-Euro-Münze | Ausgabedatum                                                            | Entwurf                                              | Normalprägung | Handgehoben im Blister |
| --- | --- | ----------------------------------------------------------------------- | ---------------------------------------------------- | ------------- | ---------------------- |

Wertseite aller 5-Euro-Münzen, Entwurf Helmut Andexlinger

| Material: 80,0 % Silber, 20,0 % Kupfer (normal und handgehoben) Münzdurchmesser: 28,5 mm (neuneckig) – Raugewicht: 10 g – Feingewicht 8 g Rand: glatt | |                                                                         |                                                      |               |                        |
| Schoenbrunn | Tiergarten Schönbrunn Bildseite: Kaiserpavillon, darunter verschiedene Zootiere (Löwe, Pinguin, Elefant, Giraffe, Schimpanse, etc.) | 8. Mai 2002                                                             | Helmut Andexlinger                                   | 500.000       | 100.000                |
| Wasserkraft | Wasserkraft Bildseite: Wasserkraftwerk in den Alpen mit Staumauer | 14. Mai 2003                                                            | Thomas Pesendorfer                                   | 500.000       | 100.000                |
| EU-Erweiterung | EU-Erweiterung Bildseite: Ausschnitt der europäischen Landkarte | 28. Jänner 2004                                                         | Thomas Pesendorfer                                   | 275.000       | 125.000                |
| Fußball | 100 Jahre Fußball Bildseite: Torszene mit erfolgreichem Torschützen | 12. Mai 2004                                                            | Herbert Wähner                                       | 600.000       | 100.000                |
| Skisport | 100 Jahre Skisport Bildseite: Schneekristall mit Slalomläufer | 26. Jänner 2005                                                         | Herbert Wähner                                       | 500.000       | 100.000                |
| Europahymne – Ludwig van Beethoven | Europahymne – Ludwig van Beethoven Bildseite: k.k. Hofoperntheater mit Portrait von Ludwig van Beethovens | 11. Mai 2005                                                            | Herbert Wähner                                       | 275.000       | 125.000                |
| | EU-Präsidentschaft 2006 Bildseite: Wiener Hofburg | 18. Jänner 2006                                                         | Helmut Andexlinger                                   | 250.000       | 100.000                |
| | Geburtstag Wolfgang Amadeus Mozart Bildseite: Brustbild Mozarts, dahinter der Salzburger Dom | 10. Mai 2006                                                            | Helmut Andexlinger                                   | 375.000       | 125.000                |
| | 100 Jahre Wahlrechtsreform Bildseite: links Regierungsbank, rechts eine Gruppe von Abgeordneten, davor ein Portrait von Kaiser Franz Joseph I. und Frontalportrait von Max Wladimir Freiherr von Beck                                                                                             | 10. Jänner 2007                                                         | Herbert Wähner                                       | 150.000       | 100.000                |
| | 850 Jahre Mariazell Bildseite: Hauptfassade der Wallfahrtsbasilika in Mariazell | 9. Mai 2007                                                             | Thomas Pesendorfer                                   | 450.000       | 100.000                |
| | Fußball-Europameisterschaft – Dribbling Bildseite: Fussballspieler im Zweikampf | 27. Februar 2008                                                        | Thomas Pesendorfer                                   | 225.000       | 100.000                |
| | Fußball-Europameisterschaft – Stürmer Bildseite: Stürmer schießt Ball | 27. Februar 2008                                                        | Thomas Pesendorfer                                   | 225.000       | 100.000                |
| Herbert von Karajan | 100. Geburtstag von Herbert von Karajan Bildseite: Herbert von Karajan | 7. Mai 2008                                                             | Thomas Pesendorfer                                   | 150.000       | 100.000                |
| Josef Haydn | 200. Todestag Joseph Haydn Bildseite: Portrait von Joseph Haydn mit zwei Violinen | 14. Jänner 2009                                                         | Helmut Andexlinger                                   | 450.000       | 100.000                |
| | Tiroler Freiheit 1809 Bildseite: Andreas Hofer mit Giuseppina Negrelli | 6. Mai 2009                                                             | Thomas Pesendorfer                                   | 250.000       | 100.000                |
| | Winterspiele 2010 – Skisprung Bildseite: Skispringer in der Flugphase | 20. Jänner 2010                                                         | Helmut Andexlinger                                   | 225.000       | 50.000                 |
| | Winterspiele 2010 – Snowboard Bildseite: Snowboarderin in Aktion in Halfpipe | 20. Jänner 2010                                                         | Thomas Pesendorfer                                   | 225.000       | 50.000                 |
| Großglockner-Hochalpenstraße | 75 Jahre Großglockner Hochalpenstraße Bildseite: Großglockner-Hochalpenstraße in hochalpiner Landschaft mit Oldtimer und sportlichen Wagen unserer Zeit | 16. Juni 2010                                                           | Thomas Pesendorfer                                   | 250.000       | 50.000                 |
| | Neujahrsmünze 2011, Pummerin 1711–2011 Bildseite: Pummerin und Wiener Stephansdom | 22. Dezember 2010                                                       | Helmut Andexlinger                                   | –             | 50.000                 |
| | Land der Wälder Bildseite: Rothirsch, Fasan und Dachs | 15. Juni 2011                                                           | Helmut Andexlinger                                   | –             | 50.000                 |
| Material: mind. 99,9 % Kupfer (normal) 80,0 % Silber, 20,0 % Kupfer (handgehoben) Münzdurchmesser: 28,5 mm (neuneckig) Raugewicht: 8,9 g (normal) Raugewicht: 10 g – Feingewicht 8 g (handgehoben) Rand: unterbrochen geriffelt (9 × 9 Riffel) (normal) glatt (handgehoben)                 | |                                                                         |                                                      |               |                        |
| Verein der Musikfreunde | Neujahrsmünze 2012, 200 Jahre Gesellschaft der Musikfreunde in Wien Bildseite: Orgel des Goldenen Saales des Musikvereins mit Karyatide | 14. Dezember 2011                                                       | Thomas Pesendorfer, Helmut Andexlinger               | 300.000       | 50.000                 |
| Schladming | Schladming 2013 Bildseite: Skirennläufer in dynamischer Haltung | 24. Oktober 2012                                                        | Helmut Andexlinger, Herbert Wähner                   | 300.000       | 50.000                 |
| Wiener Walzer | Neujahrsmünze 2013, Wiener Walzer Bildseite: Pärchen, den Wiener Walzer tanzend | 12. Dezember 2012                                                       | Thomas Pesendorfer, Helmut Andexlinger               | 300.000       | 50.000                 |
| | Land des Wassers Bildseite: Graureiher inmitten einer Wasserlandschaft | 5. Juni 2013                                                            | Thomas Pesendorfer, Helmut Andexlinger               | 300.000       | 50.000                 |
| | Neujahrsmünze 2014 Bildseite: Neujahrsschnalzen, Perchtenlauf, Bleigießen | 4. Dezember 2013                                                        | Helmut Andexlinger                                   | 200.000       | 50.000                 |
| | Abenteuer Arktis 2014 Bildseite: Eisbärweibchen mit Jungem, Walross und Expeditionsschiff Admiral Tegetthoff in arktischer Landschaft | 9. April 2014                                                           | Thomas Pesendorfer, Helmut Andexlinger               | 200.000       | 50.000                 |
| | Neujahrsmünze 2015, Die Fledermaus Bildseite: maskierte Rosalinde von Eisenstein mit Champagner gefülltem Glas | 3. Dezember 2014                                                        | Thomas Pesendorfer, Helmut Andexlinger               | 200.000       | 50.000                 |
| | Bundesheer – Schutz und Hilfe Bildseite: S-70 Black-Hawk-Hubschrauber während einer Rettungsaktion, daneben Soldat mit Sturmgewehr und Barett | 6. Mai 2015                                                             | Helmut Andexlinger, Herbert Wähner                   | 200.000       | 50.000                 |
| | Neujahrsmünze 2016, Neujahrskonzert Bildseite: Neujahrskonzert der Wiener Philharmoniker mit drei Cellisten, zwei Kontrabassisten, einem Flötisten und einer Bratschistin | 2. Dezember 2015                                                        | Helmut Andexlinger, Herbert Wähner                   | 200.000       | 50.000                 |
| Dürers Feldhase | Dürers Feldhase Bildseite: Nachempfindung von Albrecht Dürers zwei Werke „Feldhase“ und „Das große Rasenstück“ | 24. Februar 2016                                                        | Thomas Pesendorfer, Helmut Andexlinger               | 200.000       | 50.000                 |
| | Neujahrsmünze 2017, 150 Jahre Donauwalzer Bildseite: Geige spielender Johann Strauss Sohn, dahinter Paar beim Walzertanz | 7. Dezember 2016                                                        | Thomas Pesendorfer, Helmut Andexlinger               | 200.000       | 50.000                 |
| Material: mind. 99,9 % Kupfer (normal) 92,5 % Silber, 7,5 % Kupfer (handgehoben) Münzdurchmesser: 28,5 mm (neuneckig) Raugewicht: 8,9 g (normal) Raugewicht: 8,41 g – Feingewicht 7,78 g (=1⁄4 Unze) (handgehoben) Rand: unterbrochen geriffelt (9 × 9 Riffel) (normal) glatt (handgehoben) | |                                                                         |                                                      |               |                        |
| | Ostermünze 2017, Das Osterlamm Bildseite: in einer Blumenwiese liegendes Lamm, dahinter Schlussstein Lamm Gottes aus der Pfarrkirche Sankt Ägidi in Murau | 22. März 2017                                                           | Helmut Andexlinger, Herbert Wähner                   | 200.000       | 50.000                 |
| | Neujahrsmünze 2018, Löwenkraft Bildseite: Löwenkopf mit gelockter Mähne vom Einband des Evangeliars von Johannes von Troppau | 6. Dezember 2017                                                        | Helmut Andexlinger, Herbert Wähner, Anna Rastl       | 200.000       | 50.000                 |
| | Ostermünze 2018, Osterhase Bildseite: Powolnys Hase mit geknicktem Ohr | 7. März 2018                                                            | Helmut Andexlinger, Herbert Wähner, Kathrin Kuntner  | 200.000       | 50.000                 |
| | Neujahrsmünze 2019, Lebensfreude Bildseite: eine nach vorne schreitende Frau mit teilweise nacktem Oberkörper und Schmetterlingsflügeln, umhüllt von einem wallenden Gewand; von rechts streut ihr ein Mädchen Blumen (nach dem Bild „Ballett“ von Franz Dobiaschofsky)                           | 5. Dezember 2018                                                        | Helmut Andexlinger, Herbert Wähner, Kathrin Kuntner  | 200.000       | 50.000                 |
| | Ostermünze 2019, Frühlingserwachen Bildseite: Feldhasen, Bienen, Schmetterling, Palmzweig, Primeln, eine Margerite und Leberblümchen | 13. März 2019                                                           | Helmut Andexlinger, Herbert Wähner, Kathrin Kuntner  | 200.000       | 50.000                 |
| | Neujahrsmünze 2020, 150 Jahre Musikverein Bildseite: „Goldener Saal“ des Wiener Musikvereins mit Apollo | 4. Dezember 2019                                                        | Helmut Andexlinger, Herbert Wähner, Kathrin Kuntner  | 200.000       | 50.000                 |
| | Ostermünze 2020, Freunde fürs Leben Bildseite: Fohlen mit Mutterstute | 11. März 2020                                                           | Helmut Andexlinger, Herbert Wähner, Kathrin Kuntner  | 200.000       | 50.000                 |
| | Neujahrsmünze 2021, Janus Bildseite: Schlüssel mit Jahreszahl 2021, dahinter ein Januskopf | 2. Dezember 2020                                                        | Helmut Andexlinger, Herbert Wähner, Kathrin Kuntner  | 200.000       | 50.000                 |
| | Ostermünze 2021, Osterküken Bildseite: noch in der Eierschale sitzendes Küken mit Schmetterling | 10. März 2021                                                           | Helmut Andexlinger, Anna Rastl                       | 200.000       | 50.000                 |
| | Neujahrsmünze 2022, ’s Glück is a Vogerl Bildseite: Paradiesvogel und Aufschrift „'S GLÜCK IS A VOGERL“ | 1. Dezember 2021                                                        | Helmut Andexlinger, Anna Rastl, Rebecca Wilding      | 200.000       | 50.000                 |
| | Ostermünze 2022, Das kleine Ich bin ich Bildseite: Collageartig angeordnete Figuren aus dem Buch: Ich-bin-ich, Nilpferd, Frosch, Dackel, Vogel, Papagei, 2 Fische | 16. März 2022                                                           | Helmut Andexlinger, Anna Rastl                       | 200.000       | 50.000                 |
| | Demokratie Bildseite: drei Köpfe, davon 2 im Profil, 1 von vorne; links oben ein Auge, rechts ein Ausschnitt des österreichischen Parlamentsgebäudes; Text: „Österreich ist eine demokratische Republik : Ihr Recht geht vom Volk aus“ (Art. 1 B-VG), erschmolzen aus 1,8 t des alten Kupferdachs | 12. Oktober 2022, anlässlich der Wiedereröffnung des Parlamentsgebäudes | Helmut Andexlinger, Rebecca Wilding                  | 200.000       | 50.000                 |
| | Neujahrsmünze 2023, Schwein gehabt Bildseite: Schwein, das seinen Rüssel zwischen Kleeblättern und Kleeblütenköpfen hindurchstreckt | 30. November 2022                                                       | Helmut Andexlinger, Anna Rastl, Rebecca Wilding      | 200.000       | 50.000                 |
| | Ostermünze 2023, Bienentanz Bildseite: fliegende Biene | 8. März 2023                                                            | Helmut Andexlinger, Herbert Wähner, Rebecca Wilding  | 200.000       | 50.000                 |
| | Neujahrsmünze 2024, Schaltjahr Bildseite: strahlende Sonne, darunter Kalenderblatt für den Monat Februar mit dem Schalttag 29. Februar | 6. Dezember 2023                                                        | Helmut Andexlinger                                   | 200.000       | 50.000                 |
| | Ostermünze 2024, Auf dem Weg Bildseite: ein Weg windet sich aus einem Wald zur Falkensteinkirche nahe St. Wolfgang im Salzkammergut | 6. März 2024                                                            | Helmut Andexlinger, Anna Schlindner, Rebecca Wilding | 200.000       | 50.000                 |
| | Weltmeister – Saalbach 2025 (anlässlich der Ski-WM 2025) Bildseite: Kopf eines Skifahrers mit Startnummer 1, in dessen Schibrille WELTMEISTER steht | 16. Oktober 2024                                                        | Anna Schlindner, Kathrin Kuntner, Helmut Andexlinger | 200.000       | 50.000                 |
| | Neujahrsmünze 2025, Walzerschani – 200 Jahre Johann Strauss Bildseite: tanzende Frau in fließendem Rock | 4. Dezember 2024                                                        | Helmut Andexlinger                                   | 200.000       | 50.000                 |
| | Ostermünze 2025, Narzissen Bildseite: vier Narzissenblüten: links Stern-Narzisse, Mitte Dichter-Narzisse, 2 Blüten rechts Gelbe Narzisse | 12. März 2025                                                           | Helmut Andexlinger, Anna Schlindner, Rebecca Wilding | 200.000       | 50.000                 |
| | Neujahrsmünze 2026 | 3. Dezember 2025                                                        |                                                      | 200.000       | 50.000                 |

### 10 Euro
| Abbildung | Abbildung                                  | Thema der 10-Euro-Münze | Ausgabedatum       | Entwurf der Wertseite / Entwurf der Bildseite                                                                                         | Auflage         | Auflage                  | Auflage         |
| Wertseite | Bildseite                                  | Thema der 10-Euro-Münze | Ausgabedatum       | Entwurf der Wertseite / Entwurf der Bildseite                                                                                         | Normal- prägung | Hand- gehoben im Blister | Polierte Platte |
| --- | ------------------------------------------ | --- | ------------------ | --- | --------------- | ------------------------ | --------------- |
| Material: 92,5 % Silber, 7,5 % Kupfer (normal, handgehoben und PP) Münzdurchmesser: 32 mm – Raugewicht: 17,3 g – Feingewicht 16 g Rand: glatt |                                            | |                    | |                 |                          |                 |
| Reihe: „Schlösser“ |                                            | |                    | |                 |                          |                 |
| |                                            | Schloss Ambras Wertseite: Schloss Ambras, Bildseite: Hofmusiker, die im Spanischen Saal zum Fest aufspielen | 24. April 2002     | Andreas I. Zanaschka / Herbert Wähner                                                                                                 | 130.000         | 20.000                   | 50.000          |
| |                                            | Schloss Eggenberg Wertseite: Schloss Eggenberg, Bildseite: Johannes Kepler vor dem Modell des „Mysterium Cosmographicum“ | 9. Oktober 2002    | Andreas I. Zanaschka / Thomas Pesendorfer                                                                                             | 130.000         | 20.000                   | 50.000          |
| |                                            | Schloss Hof Wertseite: Schloss Hof mit Park, Bildseite: Gärtnerpaar in der Kleidung der damaligen Zeit | 9. April 2003      | Andreas I. Zanaschka / Andreas I. Zanaschka                                                                                           | 130.000         | 20.000                   | 50.000          |
| |                                            | Schloss Schönbrunn Wertseite: Schloss Schönbrunn mit Brunnen, Bildseite: Palmenhaus | 8. Oktober 2003    | Helmut Andexlinger / Andreas I. Zanaschka                                                                                             | 100.000         | 40.000                   | 60.000          |
| |                                            | Schloss Hellbrunn Wertseite: Schloss Hellbrunn, Bildseite: das in der Schlossanlage befindliche „Römische Theater“ mit Erzbischof Markus Sittikus | 21. April 2004     | Thomas Pesendorfer / Herbert Wähner                                                                                                   | 130.000         | 40.000                   | 60.000          |
| |                                            | Schloss Artstetten Wertseite: Schloss Artstetten, Bildseite: Eingangstor zur Gruft mit Porträtreliefs von Erzherzog Franz Ferdinand und der Herzogin Sophie von Hohenberg                                                                              | 13. Oktober 2004   | Thomas Pesendorfer / Herbert Wähner                                                                                                   | 130.000         | 40.000                   | 60.000          |
| Reihe: „Republiksjubiläum 2005“ |                                            | |                    | |                 |                          |                 |
| |                                            | 60 Jahre Zweite Republik Wertseite: Monumentalstatue der Pallas Athene vor dem Parlamentsgebäude in Wien, Bildseite: Seitenansicht des Parlaments, umgeben von gesprengten Ketten                                                                      | 11. Mai 2005       | Helmut Andexlinger / Herbert Wähner                                                                                                   | 130.000         | 40.000                   | 60.000          |
| |                                            | Wiedereröffnung von Burg und Oper Wertseite: Wiener Staatsoper mit Burgtheater, Bildseite: zwei Theatermasken, die Tragödie und die Komödie darstellend                                                                                                | 12. Oktober 2005   | Helmut Andexlinger / Herbert Wähner                                                                                                   | 130.000         | 40.000                   | 60.000          |
| Reihe: „Stifte und Klöster in Österreich“ |                                            | |                    | |                 |                          |                 |
| |                                            | Abtei Nonnberg Wertseite: Benediktinerinnenabtei Nonnberg, Bildseite: Blick in die Krypta unterhalb der Stiftskirche mit heiliger Entrudis | 5. April 2006      | Thomas Pesendorfer / Thomas Pesendorfer                                                                                               | 130.000         | 40.000                   | 60.000          |
| |                                            | Stift Göttweig Wertseite: Benediktinerstift Göttweig, Bildseite: Kaiserstiege des Stiftes mit Profil von Kaiser Karl VI. | 11. Oktober 2006   | Herbert Wähner / Thomas Pesendorfer                                                                                                   | 130.000         | 40.000                   | 60.000          |
| |                                            | Stift Melk Wertseite: Westfront des Benediktinerstiftes Melk, Bildseite: Kirchenkuppel und Melker Kreuz | 18. April 2007     | Thomas Pesendorfer / Herbert Wähner                                                                                                   | 130.000         | 40.000                   | 60.000          |
| |                                            | Stift St. Paul im Lavanttal Wertseite: Gesamtansicht des Benediktinerstiftes St. Paul im Lavanttal, Bildseite: Südportal der Basilika | 10. Oktober 2007   | Thomas Pesendorfer / Herbert Wähner                                                                                                   | 130.000         | 40.000                   | 60.000          |
| |                                            | Stift Klosterneuburg Wertseite: Chorherrenstift Klosterneuburg aus der Sicht vom Leopoldsberg, Bildseite: Westflügel des Kreuzganges gegen Norden mit gotischem Kreuzrippengewölbe und Kreuzgangfenstern mit Maßwerk                                   | 16. April 2008     | Thomas Pesendorfer / Thomas Pesendorfer                                                                                               | 130.000         | 40.000                   | 60.000          |
| |                                            | Abtei Seckau Wertseite: Abtei Seckau aus südöstlicher Richtung, Bildseite: Innenansicht des Mittelschiffes der Seckauer Basilika gegen Osten | 8. Oktober 2008    | Herbert Wähner / Thomas Pesendorfer                                                                                                   | 130.000         | 40.000                   | 60.000          |
| Reihe: „Sagen und Legenden in Österreich“ |                                            | |                    | |                 |                          |                 |
| |                                            | Der Basilisk Wertseite: Blick in die Schönlaterngasse in Wien, Bildseite: Basilisk im Brunnen | 15. April 2009     | Thomas Pesendorfer / Thomas Pesendorfer                                                                                               | 130.000         | 30.000                   | 40.000          |
| |                                            | Richard Löwenherz in Dürnstein Wertseite: Sänger Blondel auf der Suche nach seinem Herrn, König Richard Löwenherz von England, Bildseite: Gefangennahme des Königs                                                                                     | 7. Oktober 2009    | Thomas Pesendorfer / Thomas Pesendorfer                                                                                               | 130.000         | 30.000                   | 40.000          |
| |                                            | Der Erzberg in der Steiermark Wertseite: zwei Bergknappen bei der Erzgewinnung, Bildseite: zwei Männer, die sich schlafendem Wassermann nähern | 14. April 2010     | Thomas Pesendorfer / Helmut Andexlinger                                                                                               | 130.000         | 30.000                   | 40.000          |
| |                                            | Karl der Große im Untersberg Wertseite: Zwergengestalt, die einem Hirtenbuben den Weg zum Untersberg weist, Bildseite: schlafender Kaiser Karl mit Ritter, Zwerg und Hirtenjunge                                                                       | 13. Oktober 2010   | Thomas Pesendorfer / Helmut Andexlinger                                                                                               | 130.000         | 30.000                   | 40.000          |
| |                                            | Der Lindwurm in Klagenfurt Wertseite: Lindwurmbrunnen und Herkules-Statue in Klagenfurt, Bildseite: Turm mit Lindwurm | 4. Mai 2011        | Thomas Pesendorfer und Helmut Andexlinger / Thomas Pesendorfer und Helmut Andexlinger                                                 | –               | 30.000                   | 40.000          |
| |                                            | Der liebe Augustin Wertseite: Augustin in einer Pestgrube, Dudelsack spielend, Bildseite: Augustin, vor am Tisch sitzenden Menschen spielend | 12. Oktober 2011   | Thomas Pesendorfer und Herbert Wähner / Thomas Pesendorfer und Herbert Wähner                                                         | –               | 30.000                   | 40.000          |
| Material: mind. 99,9 % Kupfer (normal) 92,5 % Silber, 7,5 % Kupfer (handgehoben und PP) Münzdurchmesser: 32 mm Raugewicht: 15 g (normal) Raugewicht: 17,3 g – Feingewicht 16 g (handgehoben und PP) Rand: unterbrochen geriffelt (10 × 10 Riffel) (normal) glatt (handgehoben und PP)                                                                   |                                            | |                    | |                 |                          |                 |
| Reihe: „Österreich aus Kinderhand“ bzw. „Bundesländer“ |                                            | |                    | |                 |                          |                 |
| |                                            | Steiermark Wertseite: kulturelle Schätze der Steiermark, die zum UNESCO-Welterbe zählen (Grazer Uhrturm, etc.), Bildseite: Kinderzeichnung mit Bergen, Apfelbaum, Sonnenblume, Kürbis, etc.                                                            | 25. April 2012     | Thomas Pesendorfer und Viktoria Reicht / Thomas Pesendorfer und Viktoria Reicht                                                       | 130.000         | 40.000                   | 30.000          |
| |                                            | Kärnten Wertseite: Falknerei und Burg Landskron Bildseite: Kinderzeichnung mit Steinböcken, Booten, Lindwurm, etc. | 26. September 2012 | Thomas Pesendorfer und Helmut Andexlinger und Philip Ogris / Thomas Pesendorfer und Helmut Andexlinger und Philip Ogris               | 130.000         | 40.000                   | 30.000          |
| |                                            | Niederösterreich Wertseite: Stift Melk, das Kremser Stadttor, die Barockkirche von Dürnstein, Raddampfer auf der Donau, Bildseite: Kinderzeichnung mit Wald- und Weinviertel, Most- und Industrieviertel                                               | 15. Mai 2013       | Helmut Andexlinger und Herbert Wähner und Christian Kopf / Helmut Andexlinger und Herbert Wähner und Christian Kopf                   | 130.000         | 40.000                   | 30.000          |
| |                                            | Vorarlberg Wertseite: Frau mit Radhaube, Schiff am Bodensee, Bildseite: Kinderzeichnung mit Martinsturm, dem Bodensee mit vielen Booten, die Pfänderbahn, grüne Wiesen mit Kühen und einem Traktor                                                     | 16. Oktober 2013   | Thomas Pesendorfer und Alissa De Mori / Thomas Pesendorfer und Alissa De Mori                                                         | 130.000         | 40.000                   | 30.000          |
| |                                            | Salzburg Wertseite: Kinderzeichnung mit Mozart, Festung, Dirndl und Lederhose, Bildseite: Altstadt Salzburg | 7. Mai 2014        | Helmut Andexlinger und Melisa Begic / Helmut Andexlinger und Melisa Begic                                                             | 130.000         | 40.000                   | 30.000          |
| |                                            | Tirol Wertseite: Telfer Schleicherlaufen, Bildseite: Kinderzeichnung mit Schisprungschanze auf dem Bergisel | 8. Oktober 2014    | Herbert Wähner und 2b NMS Rattenberg / Herbert Wähner und 2b NMS Rattenberg                                                           | 130.000         | 40.000                   | 30.000          |
| Wien Wertseite | Wien Bildseite                             | Wien Wertseite: Stephansdom, Karlskirche, Rathaus, Schloss Belvedere, Secession, Wiener Staatsoper mit Fiakergespann und Johann-Strauß-Denkmal, Bildseite: Kinderzeichnung mit Stephansdom                                                             | 10. Juni 2015      | Thomas Pesendorfer und Viktoria Pinzer / Thomas Pesendorfer und Viktoria Pinzer                                                       | 130.000         | 40.000                   | 30.000          |
| Burgenland Wertseite | Burgenland Bildseite                       | Burgenland Wertseite: zwei im See nach Beute suchende Löffelreiher, Bildseite: Kinderzeichnung mit Wein, Dorf, Schloss Esterházy, Neusiedlersee, Storch                                                                                                | 7. Oktober 2015    | Thomas Pesendorfer, Helmut Andexlinger und Leonie Schrollenberger / Thomas Pesendorfer, Helmut Andexlinger und Leonie Schrollenberger | 130.000         | 40.000                   | 30.000          |
| |                                            | Oberösterreich Wertseite: Hallstatt vor Bergkulisse, Bildseite: Kinderzeichnung mit weitem Bogen vom Pöstlingberg in Linz bis ins Salzkammergut | 1. Juni 2016       | Thomas Pesendorfer, Herbert Wähner und Klara Baumgartner / Thomas Pesendorfer, Herbert Wähner und Klara Baumgartner                   | 130.000         | 40.000                   | 30.000          |
| Österreich Wertseite | Österreich Bildseite                       | Österreich Wertseite: Großglockner, Kaiser Franz Joseph I., Mozart am Klavier, Mutter mit Kind, Schifahrerin, Bildseite: Kinderzeichnung mit zehn einander die Hände gebenden Kinder, die die Umrisse Österreichs mit Herz in der Mitte umringen       | 5. Oktober 2016    | Thomas Pesendorfer, VS Dr. Jonas in Kapfenberg / Thomas Pesendorfer, VS Dr. Jonas in Kapfenberg                                       | 130.000         | 40.000                   | 30.000          |
| Material: mind. 99,9 % Kupfer (normal) 92,5 % Silber, 7,5 % Kupfer (handgehoben und PP) Münzdurchmesser: 32 mm Raugewicht: 15 g (normal) Raugewicht: 16,82 g – Feingewicht 15,56 g (=1⁄2 Unze) (handgehoben und PP) Rand: unterbrochen geriffelt (10 × 10 Riffel) (normal) glatt (handgehoben und PP) Die Münzausgaben in polierter Platte sind färbig. |                                            | |                    | |                 |                          |                 |
| Reihe: „Engel – Himmlische Boten“ |                                            | |                    | |                 |                          |                 |
| Michael – Der Schutzengel Wertseite | Michael – Der Schutzengel Bildseite        | Michael – Der Schutzengel Wertseite: Schwert mit gewellter Klinge, das sich mit einer Waage kreuzt, Initiale M, Bildseite: St. Michael bekämpft den Drachen                                                                                            | 22. Februar 2017   | Helmut Andexlinger und Herbert Wähner / Helmut Andexlinger und Herbert Wähner                                                         | 130.000         | 30.000                   | 30.000          |
| Gabriel – Der Verkündigungsengel Wertseite | Gabriel – Der Verkündigungsengel Bildseite | Gabriel – Der Verkündigungsengel Wertseite: Lilie mit Initiale G, Bildseite: Gabriel als Jüngling mit gelocktem Haar und Heiligenschein | 6. September 2017  | Helmut Andexlinger und Herbert Wähner / Helmut Andexlinger und Herbert Wähner                                                         | 130.000         | 30.000                   | 30.000          |
| Raphael – Der Heilungsengel Wertseite | Raphael – Der Heilungsengel Bildseite      | Raphael – Der Heilungsengel Wertseite: Fisch mit Initiale R, Bildseite: Raphael als Jüngling mit gewelltem Haar und Pilgerstab | 14. Februar 2018   | Helmut Andexlinger und Herbert Wähner / Helmut Andexlinger und Herbert Wähner                                                         | 130.000         | 30.000                   | 30.000          |
| Uriel – Der Lichtengel Wertseite | Uriel – Der Lichtengel Bildseite           | Uriel – Der Lichtengel Wertseite: Feuerschale mit stilisierten Flammen und Initiale U, Bildseite: Uriel mit Heiligenschein | 5. September 2018  | Helmut Andexlinger und Herbert Wähner / Helmut Andexlinger und Herbert Wähner                                                         | 130.000         | 30.000                   | 30.000          |
| Reihe: „Mit Kettenhemd und Schwert“ |                                            | |                    | |                 |                          |                 |
| |                                            | Ritterlichkeit Wertseite: Porträt Maximilians I. mit Lanze und Wappen, Bildseite: Turnierszene mit Ritter auf Pferd | 10. April 2019     | Helmut Andexlinger, Herbert Wähner, Kathrin Kuntner / Helmut Andexlinger, Herbert Wähner, Kathrin Kuntner                             | 130.000         | 30.000                   | 30.000          |
| |                                            | Abenteuer Wertseite: Gottfried von Bouillon als Ritter mit Jerusalem-Kreuz, Bildseite: Ritterschlagszeremonie | 11. September 2019 | Helmut Andexlinger, Herbert Wähner, Kathrin Kuntner / Helmut Andexlinger, Herbert Wähner, Kathrin Kuntner                             | 130.000         | 30.000                   | 30.000          |
| |                                            | Tapferkeit Wertseite: Porträt eines Tempelritters mit gezogenem Schwert und Wappen der Templer, Bildseite: Schlachtszene: Ritter mit Streitaxt, zwei Ritter mit Pferd                                                                                  | 15. April 2020     | Anna Rastl, Kathrin Kuntner | 130.000         | 30.000                   | 30.000          |
| |                                            | Standhaftigkeit Wertseite: Ritter des Johanniterordens mit gezogenem Schwert und Schild, Bildseite: Johanniter, der an einem Marktstand mit einem Kaufmann verhandelt                                                                                  | 14. Oktober 2020   | Anna Rastl, Kathrin Kuntner | 130.000         | 30.000                   | 30.000          |
| |                                            | Brüderlichkeit Wertseite: junger Ritter des Deutschen Ordens mit Schwert und Helm, rechts das Wappen des Ordens Bildseite: Szene im Hospiz: Ritter und Krankenschwester am Krankenbett eines verletzten Mannes, dahinter Moschee                       | 14. April 2021     | Anna Rastl, Kathrin Kuntner | 130.000         | 30.000                   | 30.000          |
| Reihe: „Mit der Sprache der Blumen“ |                                            | |                    | |                 |                          |                 |
| |                                            | Die Rose Wertseite: liebendes Paar, das sich innig in die Augen sieht Bildseite: zwei Rosen | 15. September 2021 | Kathrin Kuntner, Helmut Andexlinger                                                                                                   | 130.000         | 30.000                   | 30.000          |
| |                                            | Der Löwenzahn Wertseite: junge Frau, von wallendem und blumengeschmücktem Haar umrahmt, bläst Löwenzahnsamen fort Bildseite: Löwenzahnblüten, zwei geöffnet, eine geschlossen                                                                          | 6. April 2022      | Helmut Andexlinger, Kathrin Kuntner, Rebecca Wilding                                                                                  | 130.000         | 30.000                   | 30.000          |
| |                                            | Die Ringelblume Wertseite: junge Frau genießt den Duft einer Ringelblume Bildseite: Relief von Ringelblumen, im Hintergrund stilisierte Ringelblumen-Ornamente                                                                                         | 14. September 2022 | Helmut Andexlinger, Kathrin Kuntner, Rebecca Wilding                                                                                  | 130.000         | 30.000                   | 30.000          |
| |                                            | Das Vergissmeinnicht Wertseite: junge Frau mit gesenktem Kopf und Blumenkranz im Haar Bildseite: drei blühende Vergissmeinnicht, im Hintergrund stilisierte Vergissmeinnicht-Ornamente                                                                 | 8. März 2023       | Kathrin Kuntner, Rebecca Wilding | 130.000         | 30.000                   | 30.000          |
| |                                            | Die Kamille Wertseite: junge Frau mit Kamillen im Haar und einem Phönix auf der Schulter, dahinter eine Speer-Silhouette Bildseite: Kamillen in voller Blüte, im Hintergrund stilisierte Kamillen                                                      | 13. September 2023 | Kathrin Kuntner, Rebecca Wilding | 130.000         | 30.000                   | 30.000          |
| |                                            | Die Pfingstrose Wertseite: junge Frau, deren Haare mit Lorbeerzweig und Perlen geschmückt sind; rechts ein Füllhorn, aus dem sich Pfingstrosen-Blüten und Münzen ergießen Bildseite: Knospe, halb aufgeblühte und in voller Blüte stehende Pfingstrose | 17. April 2024     | Kathrin Kuntner, Rebecca Wilding | 130.000         | 30.000                   | 30.000          |
| |                                            | Das Veilchen Wertseite: Gesicht einer jungen Frau und eines jungen Mannes, einander zugewandt Bildseite: drei geöffnete Veilchen-Blumenköpfe und eine Knospe                                                                                           | 11. September 2024 | Rebecca Wilding, Kathrin Kuntner | 130.000         | 30.000                   | 30.000          |
| Reihe: „Gschneizt & Kampelt“ |                                            | |                    | |                 |                          |                 |
| |                                            | Aufdirndln – Leinen Wertseite: stilisierte Blume, Werkzeug Bildseite: Frau im Dirndl | 9. April 2025      | Anna Schlindner | 130.000         | 30.000                   | 30.000          |
| |                                            | Leder | 10. September 2025 | | 130.000         | 30.000                   | 30.000          |
| |                                            | Loden | 2026               | | 130.000         | 30.000                   | 30.000          |
| |                                            | Horn | 2026               | | 130.000         | 30.000                   | 30.000          |

### 20 Euro
| Abbildung | Abbildung                                                | Thema der 20-Euro-Münze | Ausgabedatum       | Entwurf der Wertseite / Entwurf der Bildseite                                         | Auflage Polierte Platte |
| Wertseite | Bildseite                                                | Thema der 20-Euro-Münze | Ausgabedatum       | Entwurf der Wertseite / Entwurf der Bildseite                                         | Auflage Polierte Platte |
| --- | -------------------------------------------------------- | --- | ------------------ | ------------------------------------------------------------------------------------- | ----------------------- |
| Material: 90,0 % Silber, 10,0 % Kupfer – Münzdurchmesser: 34 mm – Raugewicht: 20,0 g – Feingewicht 18,0 g Rand: gerippt |                                                          | |                    |                                                                                       |                         |
| Reihe: „Österreich im Wandel der Zeit“ |                                                          | |                    |                                                                                       |                         |
| |                                                          | Die Neuzeit Wertseite: Schweizertor in der Wiener Hofburg, flankiert von zwei Soldaten in Kampfrüstung, Bildseite: Porträt von Kaiser Ferdinand I. | 12. Juni 2002      | Herbert Wähner / Thomas Pesendorfer                                                   | 50.000                  |
| |                                                          | Die Barockzeit Wertseite: Stiegenhaus in Prinz Eugens Winterpalais, Bildseite: Porträt des Prinzen Eugen | 11. September 2002 | Andreas I. Zanaschka / Thomas Pesendorfer                                             | 50.000                  |
| |                                                          | Die Biedermeierzeit Wertseite: historische Lokomotive „AJAX“, Bildseite: Porträt von Kanzler Fürst Metternich | 11. Juni 2003      | Andreas I. Zanaschka / Andreas I. Zanaschka                                           | 50.000                  |
| |                                                          | Die Nachkriegszeit Wertseite: Österreichischer Bundesadler, Bildseite: „Die Vier im Jeep“ | 17. September 2003 | Thomas Pesendorfer / Herbert Wähner                                                   | 50.000                  |
| Reihe: „Österreich auf hoher See“ |                                                          | |                    |                                                                                       |                         |
| |                                                          | S.M.S. Novara Wertseite: Fregatte „S.M.S. Novara“ mit gesetzten Segeln, Bildseite: Doppelportrait von Erzherzog Ferdinand Maximilian und von Kommodore Bernhard von Wüllerstorf-Urbair | 16. Juni 2004      | Thomas Pesendorfer / Herbert Wähner                                                   | 50.000                  |
| |                                                          | S.M.S. Erzherzog Ferdinand Max Wertseite: Panzerfregatte „S.M.S. Erzherzog Ferdinand Max“, Bildseite: Konteradmiral Wilhelm von Tegetthoff nach einem Gemälde von Anton Romako während der Seeschlacht von Lissa                                                                                           | 15. September 2004 | Thomas Pesendorfer / Herbert Wähner                                                   | 50.000                  |
| |                                                          | Polarexpedition Admiral Tegetthoff Wertseite: Segelschiff „Admiral Tegetthoff“, Bildseite: Linienschiffsleutnant Carl Weyprecht und Infanterieoberleutnant Julius von Payer in Pelzanzügen | 8. Juni 2005       | Thomas Pesendorfer / Herbert Wähner                                                   | 50.000                  |
| |                                                          | Sankt Georg Wertseite: Panzerkreuzer „S.M.S. Sankt Georg“ bei der Einfahrt in den Hafen von New York, Bildseite: Seearsenal von Pola | 14. September 2005 | Thomas Pesendorfer / Thomas Pesendorfer                                               | 50.000                  |
| |                                                          | Österreichische Handelsmarine Wertseite: das größte und schnellste Passagierschiff der Austro-Americana-Linie, die „Kaiser Franz Joseph I.“, bei der Fahrt aus dem Hafen von Triest, Bildseite: Hafenstadt Triest aus der Vogelperspektive                                                                 | 7. Juni 2006       | Helmut Andexlinger / Herbert Wähner                                                   | 50.000                  |
| |                                                          | S.M.S. Viribus Unitis Wertseite: „Viribus Unitis“, Bildseite: Links die „Viribus Unitis“, darüber das Doppeldeckerflugzeug „Lohner S 26“, rechts stehen zwei Offiziere am Turm eines Unterseebootes | 13. September 2006 | Helmut Andexlinger / Thomas Pesendorfer                                               | 50.000                  |
| Reihe: „Österreichische Eisenbahnen“ |                                                          | |                    |                                                                                       |                         |
| |                                                          | Kaiser-Ferdinands-Nordbahn Wertseite: Dampflokomotive „Austria“, darüber je ein Personen-Waggon der 1., der 2. und 3. Wagenklasse, Bildseite: Fahrt des ersten offiziellen Personenzuges über die erste österreichische Donau-Eisenbahnbrücke mit Schaulustigen                                            | 13. Juni 2007      | Thomas Pesendorfer / Helmut Andexlinger                                               | 50.000                  |
| |                                                          | Südbahn Wien-Triest Wertseite: Dampflokomotive „Steinbrück“ mit dem dazugehörenden Tender, Bildseite: Bahnhof und Hafen von Triest nach einer historischen Darstellung | 12. September 2007 | Herbert Wähner / Thomas Pesendorfer                                                   | 50.000                  |
| |                                                          | Die Belle Epoque Wertseite: Dampflokomotive der Serie 310 der kkStB, Bildseite: Bahnhofshalle des zweiten Wiener Nordbahnhofs mit Zugsgarnitur und Frau | 11. Juni 2008      | Thomas Pesendorfer / Helmut Andexlinger                                               | 50.000                  |
| |                                                          | Kaiserin Elisabeth Westbahn Wertseite: Dampflokomotive kkStB 306.01 mit dazugehörigen Tender, Bildseite: Innenansicht eines Teiles der Personenhalle mit der Dachkonstruktion des ersten Wiener Westbahnhofs                                                                                               | 10. September 2008 | Herbert Wähner / Thomas Pesendorfer                                                   | 50.000                  |
| |                                                          | Die Elektrifizierung der Bahn Wertseite: Elektrolokomotive der Baureihe 1189, Bildseite: Burg Wiesberg und die Trisannabrücke | 17. Juni 2009      | Thomas Pesendorfer / Herbert Wähner                                                   | 50.000                  |
| |                                                          | Die Bahn der Zukunft Wertseite: Railjet 1. Generation, Bildseite: Rangierbahnhof mit elektrische Verschublokomotive der Baureihe 1063 und Güterwaggons | 9. September 2009  | Helmut Andexlinger / Thomas Pesendorfer                                               | 50.000                  |
| Reihe: „Rom an der Donau“ |                                                          | |                    |                                                                                       |                         |
| Virunum Wertseite | Virunum Bildseite                                        | Virunum Wertseite: Porträt des Kaisers Claudius mit Grabrelief von der Südmauer der Kirche von Maria Saal, Bildseite: Schmied bei der Arbeit, römischer Reisewagen | 5. Mai 2010        | Helmut Andexlinger / Herbert Wähner                                                   | 50.000                  |
| Vindobona Wertseite | Vindobona Bildseite                                      | Vindobona Wertseite: Kaiser Mark Aurel zu Pferd, Bildseite: Legion im Legionslager Vindobona mit Centurio | 8. September 2010  | Thomas Pesendorfer / Helmut Andexlinger                                               | 50.000                  |
| Carnuntum Wertseite | Carnuntum Bildseite                                      | Carnuntum Wertseite: Profil Septimius mit Heidentor von Carnuntum, Bildseite: Villa urbana in Carnuntum, davor ein römischer Legionär | 13. April 2011     | Helmut Andexlinger und Herbert Wähner / Helmut Andexlinger und Herbert Wähner         | 50.000                  |
| Aguntum Wertseite | Aguntum Bildseite                                        | Aguntum Wertseite: Profil von Kaiser Constantius II., Bildseite: römische Marktszene | 7. September 2011  | Helmut Andexlinger und Herbert Wähner / Helmut Andexlinger und Herbert Wähner         | 50.000                  |
| Lauriacum Wertseite | Lauriacum Bildseite                                      | Lauriacum Wertseite: Profil von Kaiser Gratianus, dahinter der heilige Florian, Bildseite: römischer Landvermesser bei der Arbeit | 11. April 2012     | Thomas Pesendorfer und Helmut Andexlinger / Thomas Pesendorfer und Helmut Andexlinger | 50.000                  |
| Brigantium Wertseite | Brigantium Bildseite                                     | Brigantium Wertseite: Profil von Kaiser Valentinian I., Bildseite: Navis lusoria mit zwei Legionären | 13. Juni 2012      | Helmut Andexlinger und Herbert Wähner / Helmut Andexlinger und Herbert Wähner         | 50.000                  |
| Reihe: „Lebendige Urzeit“ |                                                          | |                    |                                                                                       |                         |
| |                                                          | Trias – Leben im Wasser Wertseite: Ammonit mit Fossil, Bildseite: Ichthyosaurus, der Ammonit frisst, Nothosaurus | 17. April 2013     | Helmut Andexlinger und Herbert Wähner / Helmut Andexlinger und Herbert Wähner         | 50.000                  |
| |                                                          | Jura – Leben in der Luft Wertseite: Rhamphorhynchus mit Fossil, Bildseite: Landschaft mit zwei Rhamphorhynchus-Flugsauriern und Großlibelle der Gattung Isophlebia | 11. September 2013 | Thomas Pesendorfer und Helmut Andexlinger / Thomas Pesendorfer und Helmut Andexlinger | 50.000                  |
| |                                                          | Kreide – Leben auf der Erde Wertseite: Struthiosaurus austriacus mit Fossil, Bildseite: Struthiosaurus austriacus mit Zalmoxes und dessen Gelege | 19. März 2014      | Helmut Andexlinger und Herbert Wähner / Helmut Andexlinger und Herbert Wähner         | 50.000                  |
| |                                                          | Tertiär – Leben auf der Erde Wertseite: Säbelzahnkatze mit Schädel, Bildseite: Säbelzahnkatze, welches ein Chalicotherium angreift | 10. September 2014 | Helmut Andexlinger / Helmut Andexlinger                                               | 50.000                  |
| |                                                          | Quartär – Leben auf der Erde Wertseite: Wollhaarmammut mit Schädel, Bildseite: Jagdszene mit zwei Jägern und Mammut | 18. März 2015      | Thomas Pesendorfer / Thomas Pesendorfer                                               | 50.000                  |
| keine Reihe |                                                          | |                    |                                                                                       |                         |
| |                                                          | 25 Jahre Fall des Eisernen Vorhangs Wertseite: Mann in Jeans und T-Shirt von hinten, der die Berliner Mauer und Stacheldraht hinter sich lässt., Bildseite: derselbe Mann von vorne mit Freiheitsstatue und weiteren westlichen Bauwerken                                                                  | 25. Juni 2014      | Herbert Wähner / Herbert Wähner                                                       | 50.000                  |
| |                                                          | 450 Jahre Spanische Hofreitschule Wertseite: zwei Lipizzanerpferde mit den Bereitern beim Pas de deux, Bildseite: ein Bereiter auf einem Lipizzaner, der eine Levade ausführt | 18. Februar 2015   | Thomas Pesendorfer und Herbert Wähner / Thomas Pesendorfer und Herbert Wähner         | 50.000                  |
| |                                                          | Wiener Opernball Wertseite: Debütantenpaar beim Handkuss, Bildseite: Einzug des Jungdamen- und Jungherrenkomitees | 20. Jänner 2016    | Thomas Pesendorfer und Helmut Andexlinger / Thomas Pesendorfer und Helmut Andexlinger | 50.000                  |
| Reihe: „Wolfgang – Amadé – Mozart“ |                                                          | |                    |                                                                                       |                         |
| |                                                          | Wolfgang: Das Wunderkind Wertseite: Wolferl nach einem Ölgemälde aus dem Jahr 1763, Bildseite: Szene aus dem Singspiel „Bastien und Bastienne“ | 9. September 2015  | Thomas Pesendorfer und Helmut Andexlinger / Thomas Pesendorfer und Helmut Andexlinger | 50.000                  |
| |                                                          | Amadé: Das Genie Wertseite: Mozart-Porträt der Malerin Barbara Krafft, angefertigt 1819, Bildseite: Szenen aus dem 2. Akt von „Don Giovanni“ | 11. Mai 2016       | Helmut Andexlinger und Herbert Wähner / Helmut Andexlinger und Herbert Wähner         | 50.000                  |
| |                                                          | Mozart: Der Mythos Wertseite: Mozart nach einem Gemälde seines Schwagers Joseph Lange um 1783, Bildseite: das Erscheinen der Königin der Nacht aus der „Zauberflöte“ | 7. September 2016  | Thomas Pesendorfer und Helmut Andexlinger / Thomas Pesendorfer und Helmut Andexlinger | 50.000                  |
| Material: 92,5 % Silber, 7,5 % Kupfer – Münzdurchmesser: 34 mm – Raugewicht: 22,42 g – Feingewicht 20,74 g (=2⁄3 Unzen) Rand: gerippt |                                                          | |                    |                                                                                       |                         |
| keine Reihe |                                                          | |                    |                                                                                       |                         |
| |                                                          | 175 Jahre Wiener Philharmoniker Wertseite: Porträts der drei Gründer der Wiener Philharmoniker (Otto Nicolai, August Schmidt und Alfred Julius Becher), Bildseite: Ausschnitt aus Max Oppenheimers Ölgemälde „Die Philharmoniker“                                                                          | 18. Jänner 2017    | Helmut Andexlinger und Herbert Wähner / Helmut Andexlinger und Herbert Wähner         | 30.000                  |
| Reihe: „Maria Theresia – Schätze der Geschichte“ |                                                          | |                    |                                                                                       |                         |
| Maria Theresia Tapferkeit und Entschlossenheit Wertseite | Maria Theresia Tapferkeit und Entschlossenheit Bildseite | Tapferkeit und Entschlossenheit Wertseite: Brustbild der jungen Maria Theresia, Bildseite: die Königin in Gestalt der bewaffneten Minerva | 19. April 2017     | Helmut Andexlinger und Herbert Wähner / Helmut Andexlinger und Herbert Wähner         | 30.000                  |
| Maria Theresia Gerechtigkeit und Härte Wertseite | Maria Theresia Gerechtigkeit und Härte Bildseite         | Gerechtigkeit und Härte Wertseite: Brustbild Maria Theresias mit ihrem Ehemann Franz I., Bildseite: Göttin der Gerechtigkeit | 22. November 2017  | Helmut Andexlinger und Herbert Wähner / Helmut Andexlinger und Herbert Wähner         | 30.000                  |
| Maria Theresia Milde und Gottvertrauen Wertseite | Maria Theresia Milde und Gottvertrauen Bildseite         | Milde und Gottvertrauen Wertseite: Brustbild Maria Theresias, Bildseite: Frauenfigur mit Palmenblatt, die einem ihr zu Füßen liegenden Soldaten die Hand reicht; rechts neben ihr ist ein gezähmter Löwe                                                                                                   | 25. April 2018     | Helmut Andexlinger und Herbert Wähner / Helmut Andexlinger und Herbert Wähner         | 30.000                  |
| Maria Theresia Weisheit und Reformen Wertseite | Maria Theresia Weisheit und Reformen Bildseite           | Weisheit und Reformen Wertseite: Brustbild Maria Theresias mit ihrem Sohn Joseph II., Bildseite: allegorische Darstellung der Weisheit in Form einer Frauenfigur | 3. Oktober 2018    | Helmut Andexlinger und Herbert Wähner / Helmut Andexlinger und Herbert Wähner         | 30.000                  |
| keine Reihe |                                                          | |                    |                                                                                       |                         |
| |                                                          | 200 Jahre „Stille Nacht“ Wertseite: Stille-Nacht-Kapelle mit Stern von Betlehem, Bildseite: Krippenfiguren Maria, Josef und das Christuskind | 7. November 2018   | Helmut Andexlinger, Herbert Wähner, Anna Rastl, Kathrin Kuntner                       | 30.000                  |
| Reihe: „Dem Himmel entgegen“ |                                                          | |                    |                                                                                       |                         |
| |                                                          | Der Traum vom Fliegen Wertseite: Ikarus, Bildseite: Otto Lilienthal | 23. Jänner 2019    | Helmut Andexlinger, Herbert Wähner, Kathrin Kuntner                                   | 30.000                  |
| |                                                          | Die Ära des Motorflugs Wertseite: Charles Lindbergh beim ersten Nonstop-Alleinflug von New York nach Paris, Bildseite: Junkers 52 | 6. November 2019   | Helmut Andexlinger, Herbert Wähner, Kathrin Kuntner                                   | 30.000                  |
| |                                                          | Reisen über den Wolken Wertseite: Vickers VC.1 Viking, Bildseite: Airbus A380 | 13. Mai 2020       | Helmut Andexlinger, Herbert Wähner, Kathrin Kuntner                                   | 30.000                  |
| |                                                          | Schneller als der Schall Wertseite: Raketenflugzeug Bell X-1, Bildseite: Concorde über Paris | 9. September 2020  | Helmut Andexlinger, Herbert Wähner, Kathrin Kuntner                                   | 30.000                  |
| keine Reihe (bei dieser Münze ist eine Seite nach außen, die andere nach innen gewölbt) |                                                          | |                    |                                                                                       |                         |
| |                                                          | 50 Jahre Mondlandung Wertseite: Szenerie der Mondlandung mit dem Planeten Erde in der Ferne, Bildseite: Mondoberfläche mit Landepunkt der Apollo 11 | 8. Mai 2019        | Helmut Andexlinger                                                                    | 30.000                  |
| keine Reihe (diese Münze hat die Form eines gewölbten Tellers („Tellerprägung“); die Wertseite ist konkav, die Bildseite konvex) |                                                          | |                    |                                                                                       |                         |
| |                                                          | 100 Jahre Salzburger Festspiele Wertseite: zwei Masken, die Tragödie und die Komödie darstellend, Bildseite: stilisierte Masken | 22. Jänner 2020    | Helmut Andexlinger                                                                    | 30.000                  |
| Reihe: „Augen der Kontinente“ |                                                          | |                    |                                                                                       |                         |
| |                                                          | Australien – Schöpferkraft der Schlange Wertseite: Schlange, die sich aus Blattwerk emporschlängelt, Bildseite: stilisierter Schlangenkopf, dessen Auge ein tropfenförmiger orangeroter Stein ist | 20. Jänner 2021    | Helmut Andexlinger, Anna Rastl                                                        | 30.000                  |
| |                                                          | Europa – Weisheit der Eule Wertseite: Schleiereule, auf einem Ast sitzend, Bildseite: stilisiertes Gesicht eines Uhus, dessen Augen zwei goldgelbe Steine sind | 10. November 2021  | Anna Rastl                                                                            | 30.000                  |
| |                                                          | Asien – Stärke des Tigers Wertseite: Tiger in Bambuswäldchen, Bildseite: Tigerkopf mit zwei roten Kristall-Augen | 19. Jänner 2022    | Anna Rastl, Herbert Wähner                                                            | 30.000                  |
| |                                                          | Afrika – Ruhe des Elefanten Wertseite: Afrikanischer Elefant in der Savanne, Bildseite: Elefantenkopf mit zwei saphirblauen Kristall-Augen | 9. November 2022   | Anna Rastl, Helmut Andexlinger                                                        | 30.000                  |
| |                                                          | Amerika – Heilkraft des Bären Wertseite: hoch aufgerichteter Bär, Bildseite: stilisierter Bärenkopf mit zwei smaragdgrünen Kristall-Augen | 18. Jänner 2023    | Helmut Andexlinger, Anna Rastl                                                        | 30.000                  |
| Reihe: „Faszination Universum“: Milchstraße: eine Seite ist zur Hälfte konkav und die andere Hälfte konvex Schwarzes Loch: hat Kegel-Trichter-Form Neutronenstern: wölbt sich auf der Wertseite halbkugelförmig nach innen, auf der anderen nach außen Supernova: auf der Wertseite konkav und die andere Hälfte konvex gewölbt und zum Münzrand hin immer welliger Einsteinring: auf der Wertseite wölbt sich die Münze kreisförmig auf |                                                          | |                    |                                                                                       |                         |
| |                                                          | Milchstraße Wertseite: galaktisches Koordinatensystem mit Winkelmaßen und Stellung der Sonne in Bezug auf den Rest der Galaxie, Bildseite: spiralförmige Milchstraße in Farbe | 12. Mai 2021       | Helmut Andexlinger                                                                    | 30.000                  |
| |                                                          | Schwarzes Loch Wertseite: Aufschriften „Cygnus X-1“, „15 M☉“ (die Zahl der Sonnenmassen dieses Schwarzen Lochs), „Singularität“, „Ereignishorizont“, Bildseite: Schwarzes Loch Cygnus X-1 in Farbe | 11. Mai 2022       | Helmut Andexlinger                                                                    | 30.000                  |
| |                                                          | Neutronenstern Wertseite: Aufschriften „Kruste“, „Kern“, „Krebspulsar“, „1,4 M☉“ (seine Sonnenmasse), „30rps“ (Rotationsgeschwindigkeit pro Sekunde) und „r~10km“ (sein Radius), Bildseite: Neutronenstern, umgeben von farbigem Aufdruck und stilisierter Darstellung seines Magnetfelds in Farbe         | 10. Mai 2023       | Helmut Andexlinger                                                                    | 30.000                  |
| |                                                          | Supernova Wertseite: Aufschriften „Krebsnebel NGC 1952“, „Krebspulsar“, „6500 Lj“ (die Entfernung von der Erde), „11 x 7 Lj“ (sein Durchmesser), Bildseite: farbige Illustration des Krebsnebels | 15. Mai 2024       | Helmut Andexlinger                                                                    | 30.000                  |
| |                                                          | Einsteinring Wertseite: eine kreisförmige Welle, der Einsteinring, wölbt sich auf, mittig ist ein Galaxienhaufen, rechts oben die Formel {\displaystyle \Delta \varnothing ={\frac {4GM}{bc^{2}}}}, unten „Gravitationslinse“ und links „Lichtquelle“, Bildseite: farbige Interpretation des Einsteinrings | 14. Mai 2025       | Helmut Andexlinger                                                                    | 30.000                  |
| keine Reihe |                                                          | |                    |                                                                                       |                         |
| |                                                          | Die Schneeflocke Wertseite: Schneeflocke mit eisblauem Schmuckstein, Bildseite: junge Frau im Profil: Allegorie des Winters (Schneeprinzessin) | 8. November 2023   | Anna Schlindner                                                                       | 30.000                  |
| Reihe: „Das weiße Gold des Salzkammerguts“ |                                                          | |                    |                                                                                       |                         |
| |                                                          | Bergbau Wertseite: zwei Hirschgeweihpickel mit Bronzespitzen aus den prähistorischen Bergwerken, Bildseite: Arbeitsszenen aus einem Bergwerk | 14. Februar 2024   | Kathrin Kuntner, Rebecca Wilding                                                      | 30.000                  |
| |                                                          | Handel Wertseite: Fabelwesen aus dem mediterranen Raum (Fundstück aus einem prähistorischen Gräberfeld), Bildseite: Menschen beim Transport von Salz, in Säcken auf Pferdekarren und in verzierten Gefäßen                                                                                                 | 6. November 2024   | Kathrin Kuntner, Rebecca Wilding                                                      | 30.000                  |
| |                                                          | Ritus Wertseite: Kuh-Kälbchen-Gefäß, zwei Skelette, Ornamente von Gürtelblechen (Fundstücke aus einem prähistorischen Gräberfeld in Hallstatt), Bildseite: Szenen einer rituellen Brandbestattung | 19. Februar 2025   | Kathrin Kuntner, Rebecca Wilding                                                      | 30.000                  |
| Reihe: „Sternbilder“ |                                                          | |                    |                                                                                       |                         |
| |                                                          | Steinbock | 5. November 2025   |                                                                                       | 30.000                  |
| |                                                          | Stier | 2026               |                                                                                       | 30.000                  |
| |                                                          | Löwe | 2026               |                                                                                       | 30.000                  |
| |                                                          | Schütze | 2026               |                                                                                       | 30.000                  |
| |                                                          | Fische | 2027               |                                                                                       | 30.000                  |
| |                                                          | Krebs | 2027               |                                                                                       | 30.000                  |
| |                                                          | Skorpion | 2027               |                                                                                       | 30.000                  |
| |                                                          | Widder | 2028               |                                                                                       | 30.000                  |
| |                                                          | Zwillinge | 2028               |                                                                                       | 30.000                  |
| |                                                          | Wassermann | 2028               |                                                                                       | 30.000                  |
| |                                                          | Waage | 2029               |                                                                                       | 30.000                  |
| |                                                          | Jungfrau | 2029               |                                                                                       | 30.000                  |

Zusätzlich zu diesen Serien wurden von 2011 bis 2013 drei 20-Euro-Münzen im Rahmen des europäischen Silberprogramms herausgebracht:
| Abbildung | Abbildung | Thema der 20-Euro-Münze | Ausgabedatum     | Entwurf der Wertseite / Entwurf der Bildseite                                         | Auflage Polierte Platte |
| Wertseite | Bildseite | Thema der 20-Euro-Münze | Ausgabedatum     | Entwurf der Wertseite / Entwurf der Bildseite                                         | Auflage Polierte Platte |
| --- | --------- | --- | ---------------- | ------------------------------------------------------------------------------------- | ----------------------- |
| Material: 90,0 % Silber, 10,0 % Kupfer – Münzdurchmesser: 34 mm – Raugewicht: 20,0 g – Feingewicht 18,0 g Rand: gerippt |           | |                  |                                                                                       |                         |
| Reihe: „Europäische Entdecker“                                                                                          |           | |                  |                                                                                       |                         |
| |           | Nikolaus Joseph von Jacquin Wertseite: Porträt des Botanikers Nikolaus Joseph von Jacquin, Bildseite: der Forscher auf einer seiner Entdeckungsreisen in die Karibik | 23. Februar 2011 | Helmut Andexlinger und Herbert Wähner / Helmut Andexlinger und Herbert Wähner         | 50.000                  |
| Reihe: „Europäische Künstler“                                                                                           |           | |                  |                                                                                       |                         |
| |           | Egon Schiele Wertseite: Porträt von Egon Schiele mit seinen Händen, Bildseite: Gemälde „Wally“, das Schieles Geliebte Valerie Neuzil zeigt                           | 14. März 2012    | Thomas Pesendorfer und Helmut Andexlinger / Thomas Pesendorfer und Helmut Andexlinger | 50.000                  |
| Reihe: „Europäische Schriftsteller“                                                                                     |           | |                  |                                                                                       |                         |
| |           | Stefan Zweig Wertseite: Porträt von Stefan Zweig, Bildseite: Schachfiguren, die „Schachnovelle“ thematisierend                                                       | 20. März 2013    | Helmut Andexlinger / Helmut Andexlinger                                               | 50.000                  |

### 25 Euro
| Abbildung | Abbildung | Thema der 25-Euro-Münze | Ausgabedatum     | Entwurf der Wertseite / Entwurf der Bildseite                                         | Auflage Handgehoben | Farbe des Niobkerns |
| Wertseite | Bildseite | Thema der 25-Euro-Münze | Ausgabedatum     | Entwurf der Wertseite / Entwurf der Bildseite                                         | Auflage Handgehoben | Farbe des Niobkerns |
| --- | --------- | --- | ---------------- | ------------------------------------------------------------------------------------- | ------------------- | ------------------- |
| Material: 99,8 % Niob (Kern) / 90,0 % Silber, 10,0 % Kupfer (Ring) Münzdurchmesser: 34 mm – Raugewicht: 17,15 g – Feingewicht 9 g Silber, 7,15 g Niob Rand: glatt |           | |                  |                                                                                       |                     |                     |
| |           | 700 Jahre Hall in Tirol Wertseite: Erdbeobachtungssatellit, Bildseite: Motiv eines 1486 in Hall geprägten Guldiners | 29. Jänner 2003  | Herbert Wähner / Helmut Andexlinger                                                   | 50.000              | blau                |
| |           | 150 Jahre Semmeringbahn Wertseite: „Taurus“-Lokomotive der Baureihe 1016, Bildseite: Viadukt über die so genannte Kalte Rinne der Semmeringbahn | 18. Februar 2004 | Thomas Pesendorfer / Helmut Andexlinger                                               | 50.000              | grün                |
| |           | 50 Jahre Fernsehen Wertseite: Testbild aus den ersten Jahren des Fernsehens in Österreich, Bildseite: Weltkugel vor analoger Fernsehantenne | 9. März 2005     | Helmut Andexlinger / Helmut Andexlinger                                               | 65.000              | violett             |
| |           | Europäische Satellitennavigation Wertseite: Windrose mit Koordinaten der Münze Österreich AG in Wien, Bildseite: Weltkugel mit Satelliten-Laufbahnen | 1. März 2006     | Herbert Wähner / Thomas Pesendorfer                                                   | 65.000              | gelb                |
| Material: 99,8 % Niob (Kern) / 90,0 % Silber, 10,0 % Kupfer (Ring) Münzdurchmesser: 34 mm – Raugewicht: 16,50 g – Feingewicht 9 g Silber, 6,50 g Niob Rand: glatt |           | |                  |                                                                                       |                     |                     |
| |           | Österreichische Luftfahrt Wertseite: Innere des Cockpits eines modernen Passagierflugzeugs, Bildseite: Igo Etrich als Seitenansicht in der Etrich Taube sitzend | 28. Februar 2007 | Herbert Wähner / Thomas Pesendorfer                                                   | 65.000              | türkis              |
| |           | Faszination Licht Wertseite: Laternenanzünder bei seiner Tätigkeit an einer Gaslaterne vor Wiener Rathaus, Bildseite: Porträt von Carl Auer von Welsbach mit stilisierter Sonne | 12. März 2008    | Herbert Wähner / Herbert Wähner                                                       | 65.000              | grün                |
| |           | Jahr der Astronomie Wertseite: Oberfläche des Mondes, Bildseite: Porträt von Galileo Galilei mit Mondzeichnung | 11. März 2009    | Herbert Wähner / Herbert Wähner                                                       | 65.000              | goldgelb            |
| |           | Erneuerbare Energie Wertseite: Baum als Symbol für den Kreislauf der Natur, Bildseite: stilisierte Weltkugel, vor der sich eine Pelton-Turbine befindet | 10. März 2010    | Helmut Andexlinger / Helmut Andexlinger                                               | 65.000              | blau                |
| |           | Robotik Wertseite: Leonardo da Vincis vitruvianischer Mensch, allerdings als Roboter, Bildseite: Marslandschaft mit Marsroboter | 16. März 2011    | Thomas Pesendorfer und Helmut Andexlinger / Thomas Pesendorfer und Helmut Andexlinger | 65.000              | rot                 |
| |           | Bionik Wertseite: Nautilusschnecke im Querschnitt sowie ein Adler mit ausgebreiteten Schwingen, Bildseite: Strahlentierchen | 22. Februar 2012 | Thomas Pesendorfer und Herbert Wähner / Thomas Pesendorfer und Herbert Wähner         | 65.000              | violett             |
| |           | Tunnelbau Wertseite: Tunnelbohrmaschine, Bildseite: Portal eines zweiröhrigen Tunnels | 23. Jänner 2013  | Herbert Wähner / Herbert Wähner                                                       | 65.000              | eisblau             |
| |           | Evolution Wertseite: verschiedene Elemente aus Evolution und Medizin, Bildseite: Übergang vom Affen zum Menschen | 22. Jänner 2014  | Helmut Andexlinger / Helmut Andexlinger                                               | 65.000              | grün / blau         |
| |           | Kosmologie Wertseite: Blick ins Weltall mit Sternen, dem Saturn, weiteren Planeten und Raumsonde Rosetta, Bildseite: Modell des European Extremely Large Telescops sowie die Umlaufbahn von Planeten | 21. Jänner 2015  | Helmut Andexlinger / Helmut Andexlinger                                               | 65.000              | blau / gold         |
| |           | Die Zeit Wertseite: Uhrblatt mit römischen Ziffern, Bildseite: Zahnräder | 9. März 2016     | Helmut Andexlinger / Helmut Andexlinger                                               | 65.000              | lila / türkis       |
| |           | Der Mikrokosmos Wertseite: Schmetterling mit ausgebreiteten Flügeln, Bildseite: Strahlentierchen, ein tetraedrisch angeordnetes Molekül, eine Biene | 7. Juni 2017     | Helmut Andexlinger und Herbert Wähner / Helmut Andexlinger und Herbert Wähner         | 65.000              | grün / rot          |
| |           | Anthropozän Wertseite: menschliche Fußabdrücke auf der Weltkugel, Bildseite: von zwei Laubbäumen flankierter Mensch | 6. Juni 2018     | Helmut Andexlinger und Herbert Wähner / Helmut Andexlinger und Herbert Wähner         | 65.000              | grün                |
| |           | Künstliche Intelligenz Wertseite: Kopf eines humanoiden Roboters und ein Prozessor, Bildseite: Schattenriss eines Kopfes | 12. Juni 2019    | Helmut Andexlinger und Herbert Wähner / Helmut Andexlinger und Herbert Wähner         | 65.000              | blau                |
| |           | Der gläserne Mensch Wertseite: menschliches Auge, Bildseite: Mensch unter Beobachtung einer Kamera | 11. März 2020    | Kathrin Kuntner, Anna Rastl                                                           | 65.000              | violett             |
| |           | Mobilität der Zukunft Wertseite: Modell eines Flugtaxis, Bildseite: stilisierter Mensch mit Fahrrad, Roller | 10. März 2021    | Helmut Andexlinger, Herbert Wähner                                                    | 65.000              | blau                |
| |           | Leben im All Wertseite: riesenhafter Alien, der auf die Erde wie auf einen Spielball blickt; links am Rand die Drake-Gleichung (mit fe statt fl), Bildseite: „CO2“ (Kohlendioxid), Pflanze, „O2“ (Sauerstoff), Wolken, „CH4“ (Methan), Wassertropfen | 16. März 2022    | Anna Rastl                                                                            | 65.000              | veilchenviolett     |
| |           | Erderwärmung Wertseite: Thermometer als Teil einer Uhr, die zwei Minuten vor zwölf anzeigt, links eine Weltkugel, auf der „+1,5°C“ steht, Bildseite: Weltkugel, rechts Silhouetten zweier Gesichter, daneben eine Meeresschildkröte, oben ein tropfender Wasserhahn | 12. April 2023   | Helmut Andexlinger, Herbert Wähner                                                    | 65.000              |                     |
| |           | Edaphon – Lebendiger Boden Wertseite: links oben Uhr, dann gegen den Uhrzeigersinn mineralisches Material, Sonne mit Regenwolken, Schneckenhaus; im Ring Landschaftsrelief, Bildseite: im Ring Maulwurf, Regenwurm, Schnecke, Ameise; in der Mitte Blatt mit Pilzmyzel, Käfer und Regenwurm                                                                                               | 17. April 2024   | Kathrin Kuntner, Rebecca Wilding, Herbert Wähner                                      | 65.000              |                     |
| |           | Digitalisierung Wertseite: Zeigefinger auf einem Smartphone, Icons für „Play“, „Kamera“ und „Musik“, digitale Uhr, mit analogen Gegenstücken am Silberrand, Bildseite: Cloud mit @-Zeichen, ein Anruf-Icon, ein aus Pixeln aufgebautes Buch, ein Industrieroboter, in der Mitte „KI“ in einem Mikrochip, analoge Gegenstände am Silberrand: Brief, Wählscheibentelefon, Buchdruck-Lettern | 12. März 2025    | Kathrin Kuntner, Rebecca Wilding                                                      | 65.000              | grün / violett      |

### 50 Euro
| Abbildung | Abbildung                    | Thema der 50-Euro-Münze | Ausgabedatum     | Entwurf der Wertseite / Entwurf der Bildseite                                         | Auflage Polierte Platte |
| Wertseite | Bildseite                    | Thema der 50-Euro-Münze | Ausgabedatum     | Entwurf der Wertseite / Entwurf der Bildseite                                         | Auflage Polierte Platte |
| --- | ---------------------------- | --- | ---------------- | ------------------------------------------------------------------------------------- | ----------------------- |
| Material: 98,6 % Gold, 1,4 % Kupfer – Münzdurchmesser: 22 mm – Raugewicht: 10,14 g – Feingewicht 10,0 g Rand: gerippt          |                              | |                  |                                                                                       |                         |
| Reihe: „2000 Jahre Christentum“                                                                                                |                              | |                  |                                                                                       |                         |
| Orden und die Welt Wertseite                                                                                                   | Orden und die Welt Bildseite | Orden und die Welt Wertseite: Hl. Benedikt mit seiner Schwester, der hl. Scholastika, Bildseite: Mönch an Schreibpult                                                                                               | 13. März 2002    | Helmut Andexlinger / Helmut Andexlinger                                               | 50.000                  |
| |                              | Nächstenliebe Wertseite: Ordensfrau, die als Krankenschwester einem kranken Mann Trost spendet, Bildseite: Barmherziger Samariter, der Raubopfer auf sein Pferd setzt                                               | 12. März 2003    | Thomas Pesendorfer / Andreas I. Zanaschka                                             | 50.000                  |
| Rand: glatt |                              | |                  |                                                                                       |                         |
| Reihe: „Große Komponisten“ |                              | |                  |                                                                                       |                         |
| |                              | Joseph Haydn Wertseite: Schloss Esterházy in Eisenstadt, Bildseite: Porträt von Joseph Haydn | 10. März 2004    | Herbert Wähner / Herbert Wähner                                                       | 50.000                  |
| |                              | Ludwig van Beethoven Wertseite: Palais Lobkowitz, Bildseite: Porträt von Ludwig van Beethoven | 16. Februar 2005 | Helmut Andexlinger oder Thomas Pesendorfer / Herbert Wähner                           | 50.000                  |
| |                              | Wolfgang Amadeus Mozart Wertseite: Mozarts Geburtshaus, Bildseite: Porträt von Wolfgang Amadeus Mozart | 1. Februar 2006  | Helmut Andexlinger / Herbert Wähner                                                   | 50.000                  |
| Reihe: „Große Mediziner Österreichs“                                                                                           |                              | |                  |                                                                                       |                         |
| |                              | Gerard van Swieten Wertseite: Porträt des Freiherrn Gerard van Swieten, Bildseite: Neue Aula, Hauptsitz der heutigen Akademie der Wissenschaften                                                                    | 31. Jänner 2007  | Helmut Andexlinger / Helmut Andexlinger                                               | 50.000                  |
| |                              | Ignaz Philipp Semmelweis Wertseite: Porträt von Ignaz Philipp Semmelweis, Bildseite: im Jahr 1784 der Öffentlichkeit übergebenes Allgemeines Krankenhaus in Wien                                                    | 30. Jänner 2008  | Thomas Pesendorfer / Thomas Pesendorfer                                               | 50.000                  |
| |                              | Theodor Billroth Wertseite: Porträt von Theodor Billroth, Bildseite: Billroth, im Kreise seiner Kollegen bei einer Operation                                                                                        | 11. Februar 2009 | Helmut Andexlinger / Herbert Wähner                                                   | 50.000                  |
| |                              | Clemens von Pirquet Wertseite: Porträt von Clemens Freiherr von Pirquet, Bildseite: Wiener Universitäts-Kinderklinik um 1920 mit Krankenschwester und Kind                                                          | 26. Mai 2010     | Helmut Andexlinger / Herbert Wähner                                                   | 50.000                  |
| keine Reihe |                              | |                  |                                                                                       |                         |
| |                              | 200 Jahre Joanneum in Graz Wertseite: Portal vom Universalmuseum Joanneum, dahinter Kunsthaus Graz, Bildseite: Rüstkammer des Landeszeughauses von Graz mit Prunkharnisch von Michael Witz dem Jüngeren             | 26. Jänner 2011  | Helmut Andexlinger und Herbert Wähner / Helmut Andexlinger und Herbert Wähner         | 50.000                  |
| Reihe „Klimt und seine Frauen“                                                                                                 |                              | |                  |                                                                                       |                         |
| |                              | Adele Bloch-Bauer Wertseite: Porträt von Gustav Klimt, Bildseite: Goldene Adele | 25. Jänner 2012  | Thomas Pesendorfer und Herbert Wähner / Thomas Pesendorfer und Herbert Wähner         | 30.000                  |
| |                              | Die Erwartung Wertseite: Ausschnitt aus dem Stoclet-Fries, Bildseite: Ausschnitt aus dem Stoclet-Fries | 27. Februar 2013 | Thomas Pesendorfer und Helmut Andexlinger / Thomas Pesendorfer und Helmut Andexlinger | 30.000                  |
| |                              | Judith II Wertseite: Ausschnitt aus Klimts Gemälde „Nuda Veritas“, Bildseite: Ausschnitt aus Klimts Gemälde „Judith II“                                                                                             | 19. Februar 2014 | Helmut Andexlinger und Herbert Wähner / Helmut Andexlinger und Herbert Wähner         | 30.000                  |
| |                              | Medizin Wertseite: Ausschnitt aus dem Fakultätsbild „Medizin“, Bildseite: Ausschnitt aus dem Fakultätsbild „Jurisprudenz“                                                                                           | 15. April 2015   | Thomas Pesendorfer und Herbert Wähner / Thomas Pesendorfer und Herbert Wähner         | 30.000                  |
| |                              | Der Kuss Wertseite: Ausschnitt aus dem „Bildnis der Emilie Flöge“, Bildseite: Ausschnitt aus Ausschnitt aus Klimts „Der Kuss“                                                                                       | 13. April 2016   | Thomas Pesendorfer und Helmut Andexlinger / Thomas Pesendorfer und Helmut Andexlinger | 30.000                  |
| Material: 98,6 % Gold, 1,4 % Kupfer – Münzdurchmesser: 22 mm – Raugewicht: 7,89 g – Feingewicht 7,78 g (=1⁄4 Unze) Rand: glatt |                              | |                  |                                                                                       |                         |
| Reihe „Wiener Schulen der Psychotherapie“                                                                                      |                              | |                  |                                                                                       |                         |
| |                              | Sigmund Freud Wertseite: Porträt von Sigmund Freud, Bildseite: Liebespaar, als Visualisierung vom Thema „Lust“ | 3. Mai 2017      | Helmut Andexlinger und Herbert Wähner / Helmut Andexlinger und Herbert Wähner         | 20.000                  |
| |                              | Alfred Adler Wertseite: Porträt von Alfred Adler, Bildseite: Kleinfamilie, als Visualisierung vom Thema „Gemeinschaft“                                                                                              | 24. Jänner 2018  | Helmut Andexlinger und Herbert Wähner / Helmut Andexlinger und Herbert Wähner         | 20.000                  |
| |                              | Viktor Frankl Wertseite: Porträt von Viktor Frankl, Bildseite: weibliche Figur, die auf einem Medaillon lehnt, welches ein Labyrinth zeigt, als Visualisierung vom Thema „Sinn“                                     | 13. Februar 2019 | Helmut Andexlinger und Herbert Wähner / Helmut Andexlinger und Herbert Wähner         | 20.000                  |
| Reihe „Naturschatz Alpen“ |                              | |                  |                                                                                       |                         |
| |                              | Am höchsten Gipfel Wertseite: Alpen-Breitschötchen, Bildseite: Steinadler vor Großglockner | 12. Februar 2020 | Anna Rastl, Herbert Wähner                                                            | 20.000                  |
| |                              | Im tiefsten Wald Wertseite: Dunkle Glockenblume, Bildseite: Luchs, im Hintergrund Hauptkamm des Sengsengebirges mit Wald und Schriftzug „Kalkalpen“                                                                 | 17. Februar 2021 | Herbert Wähner, Anna Rastl                                                            | 20.000                  |
| |                              | Am wilden Wasser Wertseite: Schöne Feder-Nelke (Dianthus plumarius blandus), Bildseite: Gesäuseeingang mit Enns und Großen Ödstein, im Vordergrund ein Alpensalamander                                              | 16. Februar 2022 | Herbert Wähner, Anna Rastl                                                            | 20.000                  |
| Reihe „Heimat großer Töchter“                                                                                                  |                              | |                  |                                                                                       |                         |
| |                              | Tina Blau Wertseite: Tina Blau in Dreiviertelansicht, Bildseite: links Frauenporträts, rechts Bäume und Blumen, vorne eine Mischpalette mit Pinsel                                                                  | 15. Februar 2023 | Helmut Andexlinger, Kathrin Kuntner                                                   | 20.000                  |
| |                              | Veza Canetti Wertseite: Veza Canetti in Profilansicht, Bildseite: Porträts von Veza Canetti und ihrem Ehemann Elias Canetti                                                                                         | 17. Jänner 2024  | Helmut Andexlinger, Kathrin Kuntner                                                   | 20.000                  |
| |                              | Margarete Schütte-Lihotzky, Architektin Wertseite: Porträt von Margarete Schütte-Lihotzky, Bildseite: die Hietzinger Werkbundsiedlung, die „Frankfurter Küche“ und ein Porträt, das sie als junge Architektin zeigt | 22. Jänner 2025  | Helmut Andexlinger, Kathrin Kuntner                                                   | 20.000                  |

Jede Münze der Reihe „Klimt und seine Frauen“ trägt auf der Bildseite einen Buchstaben. Alle fünf Münzen der Reihe ergeben zusammen den Namen K-L-I-M-T.

### 100 Euro
| Abbildung | Abbildung                                      | Thema der 100-Euro-Münze | Ausgabedatum      | Entwurf der Wertseite / Entwurf der Bildseite                                         | Auflage Polierte Platte |
| Wertseite | Bildseite                                      | Thema der 100-Euro-Münze | Ausgabedatum      | Entwurf der Wertseite / Entwurf der Bildseite                                         | Auflage Polierte Platte |
| --- | ---------------------------------------------- | --- | ----------------- | ------------------------------------------------------------------------------------- | ----------------------- |
| Material: 98,6 % Gold, 1,4 % Kupfer – Münzdurchmesser: 30 mm – Raugewicht: 16,225 g – Feingewicht 16,0 g Rand: gerippt               |                                                | |                   |                                                                                       |                         |
| Reihe: „Kunstschätze Österreich“ |                                                | |                   |                                                                                       |                         |
| Bildhauerei Wertseite | Bildhauerei Bildseite                          | Bildhauerei Wertseite: Georg Raphael Donner, Bildseite: Providentiabrunnen am Neuen Markt | 13. November 2002 | Herbert Wähner / Thomas Pesendorfer                                                   | 30.000                  |
| |                                                | Malerei Wertseite: Gustav Klimt, Bildseite: Der Kuss von Klimt | 5. November 2003  | Herbert Wähner / Thomas Pesendorfer                                                   | 30.000                  |
| Rand: glatt |                                                | |                   |                                                                                       |                         |
| Reihe: „Der Wiener Jugendstil“ |                                                | |                   |                                                                                       |                         |
| Secession Wertseite | Secession Bildseite                            | Wiener Secession Wertseite: Wiener Secession, Bildseite: Beethovenfries von Gustav Klimt | 10. November 2004 | Helmut Andexlinger / Helmut Andexlinger                                               | 30.000                  |
| |                                                | Kirche am Steinhof Wertseite: Kirche am Steinhof, Bildseite: Mittelteil des Glasfensters „Der Sündenfall im Paradies“ | 9. November 2005  | Thomas Pesendorfer / Helmut Andexlinger                                               | 30.000                  |
| |                                                | Wienflussportal Wertseite: Wienflussportal, Bildseite: Eingangsbereich in den Stadtpark | 8. November 2006  | Helmut Andexlinger / Helmut Andexlinger                                               | 30.000                  |
| |                                                | Linke Wienzeile Nr. 38 Wertseite: Mietshaus Linke Wienzeile Nr. 38, Bildseite: Fassadendetail und Lift des Miethauses | 7. November 2007  | Thomas Pesendorfer / Helmut Andexlinger                                               | 30.000                  |
| Reihe: „Die Kronen der Habsburger“                                                                                                   |                                                | |                   |                                                                                       |                         |
| Krone des Heiligen Römischen Reiches Wertseite                                                                                       | Krone des Heiligen Römischen Reiches Bildseite | Krone des Heiligen Römischen Reiches Wertseite: Krone des Hl. Römischen Reiches, Bildseite: Kaiser Otto I. mit Szepter | 5. November 2008  | Thomas Pesendorfer / Thomas Pesendorfer                                               | 30.000                  |
| Der Österreichische Erzherzogshut Wertseite                                                                                          | Der Österreichische Erzherzogshut Bildseite    | Der Österreichische Erzherzogshut Wertseite: Österreichischer Erzherzogshut, Bildseite: Erbhuldigungszug auf dem Graben auf dem Weg von der Hofburg zum Stephansdom                                                        | 4. November 2009  | Helmut Andexlinger / Helmut Andexlinger                                               | 30.000                  |
| Die Stephanskrone von Ungarn Wertseite                                                                                               | Die Stephanskrone von Ungarn Bildseite         | Stephanskrone von Ungarn Wertseite: ungarische Stephanskrone, Bildseite: Kaiserin Maria Theresia in der Krönungsszene von 1741 im heutigen Bratislava                                                                      | 10. November 2010 | Helmut Andexlinger / Thomas Pesendorfer                                               | 30.000                  |
| Die Wenzelskrone Böhmens Wertseite                                                                                                   | Die Wenzelskrone Böhmens Bildseite             | Die Wenzelskrone Böhmens Wertseite: Wenzelskrone, Bildseite: Rudolf II., im Hintergrund Prag | 9. November 2011  | Herbert Wähner / Herbert Wähner                                                       | 30.000                  |
| Die Österreichische Kaiserkrone Wertseite                                                                                            | Die Österreichische Kaiserkrone Bildseite      | Österreichische Kaiserkrone Wertseite: Österreichische Kaiserkrone, Bildseite: Kaiser Franz Joseph I. | 14. November 2012 | Thomas Pesendorfer und Helmut Andexlinger / Thomas Pesendorfer und Helmut Andexlinger | 30.000                  |
| Reihe: „Unseren Wildtieren auf der Spur“                                                                                             |                                                | |                   |                                                                                       |                         |
| |                                                | Der Rothirsch Wertseite: Rothirsch, Bildseite: Hirschfamilie mit Hirsch, Hirschkuh und Hirschkalb | 30. Oktober 2013  | Thomas Pesendorfer und Helmut Andexlinger / Thomas Pesendorfer und Helmut Andexlinger | 30.000                  |
| |                                                | Das Wildschwein Wertseite: Wildschwein, Bildseite: Bache (weibliches Wildschwein) mit zwei Frischlingen | 29. Oktober 2014  | Thomas Pesendorfer und Helmut Andexlinger / Thomas Pesendorfer und Helmut Andexlinger | 30.000                  |
| |                                                | Der Auerhahn Wertseite: Auerhahn bei der Bodenbalz, Bildseite: Auerhahn und Auerhenne | 28. Oktober 2015  | Thomas Pesendorfer und Helmut Andexlinger / Thomas Pesendorfer und Helmut Andexlinger | 30.000                  |
| |                                                | Der Fuchs Wertseite: männlicher Rotfuchs, Bildseite: Füchsin mit zwei Jungtieren | 2. November 2016  | Herbert Wähner und Thomas Pesendorfer / Herbert Wähner und Thomas Pesendorfer         | 30.000                  |
| |                                                | Der Steinbock Wertseite: Steinbock im Profil, Bildseite: Steinbock mit einem Jungtier | 18. Oktober 2017  | Helmut Andexlinger, Herbert Wähner und Kathrin Kuntner                                | 30.000                  |
| |                                                | Die Stockente Wertseite: schwimmender Erpel, Bildseite: Stockentenfamilie | 3. Oktober 2018   | Helmut Andexlinger, Anna Rastl, Herbert Wähner                                        | 30.000                  |
| Material: 98,6 % Gold, 1,4 % Kupfer – Münzdurchmesser: 30 mm – Raugewicht: 15,773 g – Feingewicht 15,552 g (=1⁄2 Unze) Rand: gerippt |                                                | |                   |                                                                                       |                         |
| Reihe: „Magie des Goldes“ |                                                | |                   |                                                                                       |                         |
| |                                                | Das Gold Mesopotamiens Wertseite: König Nebukadnezar II., Bildseite: goldener Stierkopf | 16. Oktober 2019  | Helmut Andexlinger, Herbert Wähner                                                    | 20.000                  |
| |                                                | Das Gold der Pharaonen Wertseite: Pharao Echnaton, Bildseite: Totenmaske des Tutanchamun | 4. November 2020  | Helmut Andexlinger, Herbert Wähner                                                    | 20.000                  |
| |                                                | Der Goldschatz der Inka Wertseite: stilisiertes Lama vor Wand mit offenem Tor, Ornamentik und Sonnengott, Bildseite: Votivgabe, die einen Inka-Adeligen vorstellt                                                          | 13. Oktober 2021  | Helmut Andexlinger, Herbert Wähner                                                    | 20.000                  |
| |                                                | Das Gold der Skythen Wertseite: galoppierender skythischer Reiter, Bildseite: Tierkampfszene, vermutlich aus späterer skythischer Zeit aus der Eremitage in Sankt Petersburg                                               | 12. Oktober 2022  | Helmut Andexlinger, Herbert Wähner                                                    | 20.000                  |
| |                                                | Das goldene Indien Wertseite: Lakshmi in einer Lotusblüte, umgeben von Elefanten, Bildseite: Krishna, umgeben von einem Ornamentband                                                                                       | 18. Oktober 2023  | Herbert Wähner                                                                        | 20.000                  |
| |                                                | Das Gold Chinas Wertseite: ein fiktiver Kaiser; im Hintergrund ein Drache, der die Wolken durchbricht, chinesische Glyphe 金 (Gold), Pfingstrose, Bildseite: Medaillon mit fünfklauigem kaiserlichen Drachen in den Wolken | 6. November 2024  | Herbert Wähner                                                                        | 20.000                  |
| keine Reihe |                                                | |                   |                                                                                       |                         |
| |                                                | 125 Jahre Wiener Symphoniker | 15. Oktober 2024  |                                                                                       | 20.000                  |